# Panathinaikos Athen (Basketball)
Panathinaikos Athlitikos Omilos (Kurzform PAO; griechisch Παναθηναϊκός anhörenⓘ, ΠAO) bezeichnet auch die Basketball-Abteilung von Panathinaikos Athlitikos Omilos (Gesamt-Athener Sportklub) aus Athen. PAO spielt derzeit in der griechischen A1 Liga, der höchsten Liga des Landes. Mit 39 Meisterschaften und insgesamt 66 Titeln ist Panathinaikos der erfolgreichste Verein Griechenlands und hatte bereits Weltstars wie z. B. Dominique Wilkins, Dino Rađa, Dejan Bodiroga, Šarūnas Jasikevičius oder Byron Scott unter Vertrag. Die Europaliga konnte der Verein bisher sieben Mal gewinnen.

## Geschichte

### 1922–1945: Die ersten Schritte

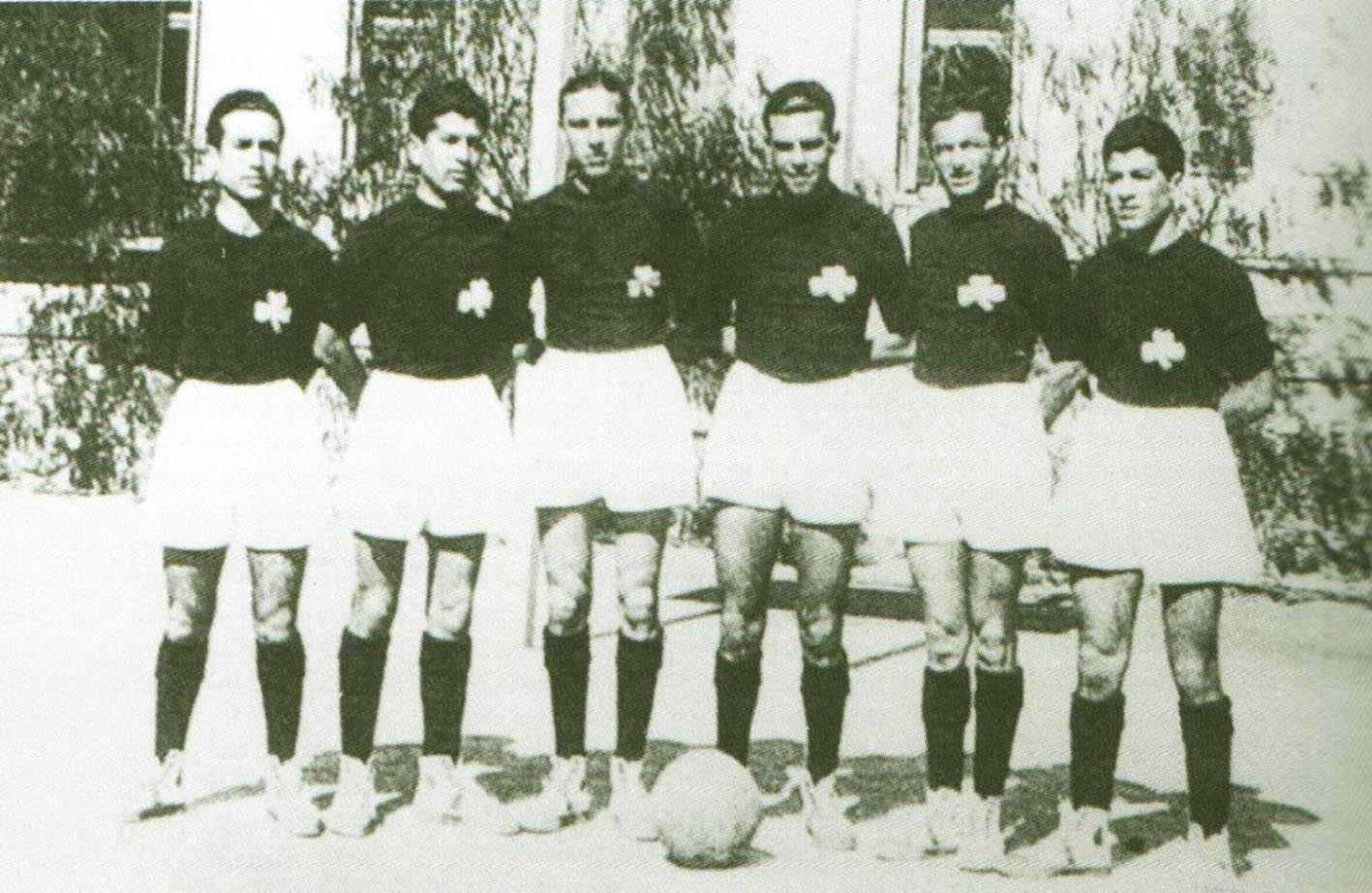
Panathinaikos im Jahr 1940

1922, 14 Jahre nach der Gründung des Vereins, bot Panathinaikos Athen seinen Mitgliedern erstmals eine Basketballabteilung. Zu verdanken hatte man das Giorgos Kalafatis der drei Jahre zuvor zu Sportwettbewerben nach Paris gereist war und bei seiner Rückkehr das internationale Regelwerk für diese Sportart mitbrachte. Panathinaikos war dadurch einer der ersten griechischen Vereine der eine Basketballabteilung anbot. Seine Spiele trug PAO unter freiem Himmel aus.
Die erste Basketballmeisterschaft Griechenlands wurde in der Saison 1927/1928 ausgetragen. Die unter anderem auch durch den Zweiten Weltkrieg oft unterbrochene Vorform der heutigen Liga trug zu dem damaligen Zeitpunkt die Bezeichnung „Panellinio Protathlima A Katigorias“ (Πανελλήνιο Πρωτάθλημα Α Κατηγορίας). Bis Kriegsende konnte der Verein jedoch keine Meisterschaft gewinnen.

### 1946–1966: Die ersten Titel
|         |                                 |  |  |  |
| Saison  | Meisterschaft                   |  |  |  |
| 1945/46 | 01.                             |  |  |  |
| 1946/47 | 01.                             |  |  |  |
| 1947/48 | keine Meisterschaft ausgetragen |  |  |  |
| 1948/49 | 04.                             |  |  |  |
| 1949/50 | 01.                             |  |  |  |
| 1950/51 | 01.                             |  |  |  |
| 1951/52 | keine Meisterschaft ausgetragen |  |  |  |
| 1952/53 | 02.                             |  |  |  |
| 1953/54 | 01.                             |  |  |  |
| 1954/55 |                                 |  |  |  |
| 1955/56 | keine Meisterschaft ausgetragen |  |  |  |
| 1956/57 |                                 |  |  |  |
| 1957/58 |                                 |  |  |  |
| 1958/59 |                                 |  |  |  |
| 1959/60 |                                 |  |  |  |
| 1960/61 | 01.                             |  |  |  |
| 1961/62 | 01.                             |  |  |  |
| 1962/63 | 04.                             |  |  |  |
| 1963/64 | 03.                             |  |  |  |
| 1964/65 | 06.                             |  |  |  |
| 1965/66 | 03.                             |  |  |  |

Die erste Meisterschaft konnte PAO 1946 erringen. Nachdem man ungeschlagen die Regionale Meisterschaft in Athen und Piräus gewinnen konnte, setzte sich die Mannschaft in der Finalserie mit 3-0 Siegen durch. Bis 1966 sollten sechs weitere Meisterschaften folgen (1947, 1950, 1951, 1954, 1961, 1962) die Panathinaikos schon zu diesem Zeitpunkt die erfolgreichste Mannschaft Griechenlands werden lassen sollten.
Während die höchste Spielklasse Griechenlands ab 1964 „Protathlima Ethnikis Katigorias“ (Πρωτάθλημα Εθνικής Κατηγορίας) hieß, stellt das Jahr 1959 einen wichtigen Zeitpunkt in der Vereinsgeschichte dar. Unterhalb der Ostkurve des Apostolos-Nikolaidis-Stadion wurde die erste in Griechenland errichtete Sporthalle eröffnet. Die etwa 1.500 Zuschauer fassende Halle diente fortan Panathinaikos als Heimstätte.

### 1967–1984: Aufstieg zu Griechenlands führender Kraft
|         |               |        |  |  |
| Saison  | Meisterschaft | Pokal  |  |  |
| 1966/67 | 01.           |        |  |  |
| 1967/68 | 0-            |        |  |  |
| 1968/69 | 01.           |        |  |  |
| 1969/70 | 0-            |        |  |  |
| 1970/71 | 01.           |        |  |  |
| 1971/72 | 01.           |        |  |  |
| 1972/73 | 01.           |        |  |  |
| 1973/74 | 01.           |        |  |  |
| 1974/75 | 01.           |        |  |  |
| 1975/76 | 0-            | -      |  |  |
| 1976/77 | 01.           | -      |  |  |
| 1977/78 | 0-            | -      |  |  |
| 1978/79 | 0-            | Sieger |  |  |
| 1979/80 | 01.           | -      |  |  |
| 1980/81 | 01.           | -      |  |  |
| 1981/82 | 01.           | Sieger |  |  |
| 1982/83 | 03.           | Sieger |  |  |
| 1983/84 | 01.           | -      |  |  |

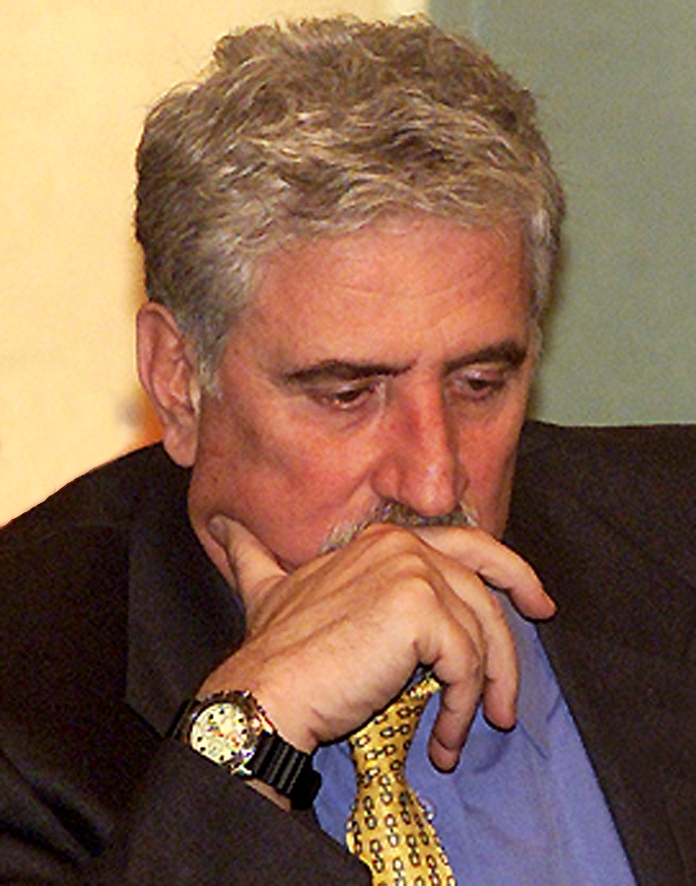
Kolokithas

Unter der Führung herausragender Akteure wie Dimitrios Kokolakis, Georgios Kolokithas, Apostolos Kontos oder Panagiotis Koroneos dominierte Panathinaikos während der 1970er und zu Beginn der 1980er Jahre den griechischen Basketball wie keine andere Mannschaft zuvor. In 18 Jahren gewann der Verein zwölf Meisterschaften und holte drei Mal den 1976 zum ersten Mal ausgetragenen Pokal an die Leoforos Alexandras.
Den Grundstein legte Konstantinos Mourouzis, als er 1966 das Traineramt bei PAO übernahm. Unter ihm konnte der Verein in den folgenden acht Jahren sechs Meisterschaften gewinnen. 1969 gelang es Panathinaikos auch erstmals international ein Ausrufezeichen zu setzen. Schied man zuvor bei den Europapokal-Wettbewerben recht frühzeitig aus, schaffte man es diesmal bis ins Halbfinale des Europapokals der Pokalsieger. Drei Jahre später schaffte es der Verein sogar bis ins Halbfinale des Europapokals der Landesmeister, wo man sich allerdings der italienischen Spitzenmannschaft Pallacanestro Varese geschlagen geben musste. 1975 übernahm Richard Dukshire das Traineramt bei den Kleeblättern und wurde damit der erste Ausländer der dieses Amt bekleidete und eine Meisterschaft gewinnen konnte. Unter Konstantinos Politis, der zwischen 1978 und 1982 Trainer bei Panathinaikos und wenige Jahre zuvor unter Dukshire noch als aktiver Spieler beim Verein aktiv war, setzte sich die Erfolgsserie des Vereins fort. Angeführt von Spielern wie Agamemnon Ioannou und David Stergakos erreichte der Verein unter Politis drei Meisterschaften und zwei Pokalsiege. 1982 schaffte er mit Panathinaikos das erste Double der Vereinsgeschichte und stand 1980 sowie 1981 jeweils im Viertelfinale des Europapokals der Pokalsieger bzw. des Europapokals der Landesmeister.

### 1985–1995: Das dunkle Jahrzehnt
|         |               |              |  |  |
| Saison  | Meisterschaft | Pokal        |  |  |
| 1984/85 | 03.           | Finalist     |  |  |
| 1985/86 | 04.           | Sieger       |  |  |
| 1986/87 | 05.           | -            |  |  |
| 1987/88 | 05.           | -            |  |  |
| 1988/89 | 03.           | -            |  |  |
| 1989/90 | 05.           | -            |  |  |
| 1990/91 | 07.           | Halbfinalist |  |  |
| 1991/92 | 08.           | -            |  |  |
| 1992/93 | 02.           | Sieger       |  |  |
| 1993/94 | 03.           | -            |  |  |
| 1994/95 | 02.           | -            |  |  |

Anfang der 1980er Jahre veränderte ein Spieler grundlegend den griechischen Basketball, was die Dominanz von Panathinaikos beenden sollte. Nikos Galis, der als einer der besten europäischen Basketballspieler aller Zeiten in die Geschichte einging, wechselte zu Aris Thessaloniki und führte diesen Verein zusammen mit Panagiotis Giannakis an die Spitze Griechenlands. Lediglich PAOK Thessaloniki um den Star-Center Panagiotis Fasoulas konnte zu dieser Zeit Paroli bieten, was die Vormachtstellung des nordgriechischen Thessaloniki zusätzlich untermauerte.
1987, der Verein spielte inzwischen in der Sporthalle von Glyfada im Süden Athens, übernahm Pavlos Giannakopoulos die Basketballabteilung von Panathinaikos Athen. Der Großunternehmer Giannakopoulos, zusammen mit seinem Bruder Athanassios Besitzer eines Pharmaunternehmens, welches auf dem ganzen Balkan vertreten ist, hatte sich acht Jahre zuvor erfolglos um die Fußballabteilung von PAO bemüht. 1990 verpflichtete Giannakopoulos Fragiskos Alvertis, der bei Panathinaikos zum erfolgreichsten Basketballspieler Griechenlands, Kapitän und für die nächsten 19 Jahre Galionsfigur des Vereins werden sollte. Um diesen Transfer zu realisieren, musste Panathinaikos neben einer Ablösesumme auch den zu dieser Zeit besten Spieler seiner Wasserballabteilung, Dimitrios Seletopoulos, an Alvertis Verein Glyfada abgeben.
1993 verlor die griechische Meisterschaft ihren Amateurstatus und wurde offiziell als Profiliga unter dem Namen „Epangelamtiko Protathlima A1“ (Επαγγελματικό Πρωτάθλημα Α1) etabliert. Fortan investierte Giannakopoulos große Summen in Transfers um Spitzenspieler wie Galis, Giannakis, Antonio Davis, Arijan Komazec, Žarko Paspalj, Tiit Sokk oder auch Alexander Wolkow nach Athen zu locken. Trotz allen Bemühungen konnte der Verein in diesem Zeitraum lediglich zwei Mal den Pokal gewinnen (1986, 1993) und musste zudem mit ansehen, wie ausgerechnet Erzrivale Olympiakos Piräus die Vormachtstellung von Aris beendete.
International ragen in dieser Periode die Jahre 1994 und 1995 heraus, als man sich für das Final-Four Turnier im Europapokal der Landesmeister qualifizieren konnte und jeweils den dritten Platz belegte.

### 1996: PAO an der Spitze Europas
|         |               |                 |  |  |
| Saison  | Meisterschaft | Pokal           |  |  |
| 1995/96 | 02.           | Sieger          |  |  |
| 1996/97 | 05.           | Halbfinalist    |  |  |
| 1997/98 | 01.           | Halbfinalist    |  |  |
| 1998/99 | 01.           | Viertelfinalist |  |  |

Nachdem 1994 und 1995 der Angriff auf Europas bedeutendsten Vereinstitel im Basketball scheiterte, sorgte Giannakopoulos zu Beginn der Saison 1995/1996 für einen spektakulären Transfer. Kein Geringerer als NBA All-Star Dominique Wilkins wechselte nach Griechenland und sorgte bei den Anhängern des Vereins für große Begeisterung. Nachdem Wilkins, der bis heute als der bedeutendste Transfer einer europäischen Mannschaft angesehen wird, bereits von hunderten Fans am Flughafen empfangen wurde, beschloss die Vereinsführung, in die deutlich größere Olympiahalle umzuziehen, in der PAO bis heute seine Heimspiele austrägt. 8.000 Fans besuchten den Trainingsauftakt und zeigten so, welch hohe Erwartungen sie an die Mannschaft rund um ihren neuen Star stellten. Bei Panathinaikos traf Wilkins auf Spieler wie Alvertis, Giannakis oder auch den Kroaten Stojko Vranković und formte zu dieser Zeit eine der spielstärksten Mannschaften Europas. Unter dem Star-Trainer Božidar Maljković schaffte PAO zum dritten Mal in Folge den Sprung ins Final-Four welches in Paris ausgetragen wurde. Nachdem man im Halbfinale ZSKA Moskau besiegte traf man im Finale auf den FC Barcelona und schlug diesen mit 67:66 und Wilkins wurde zum MVP gewählt. Panathinaikos wurde damit zum ersten Verein Griechenlands der einen Europapokal der Landesmeister gewinnen konnte.

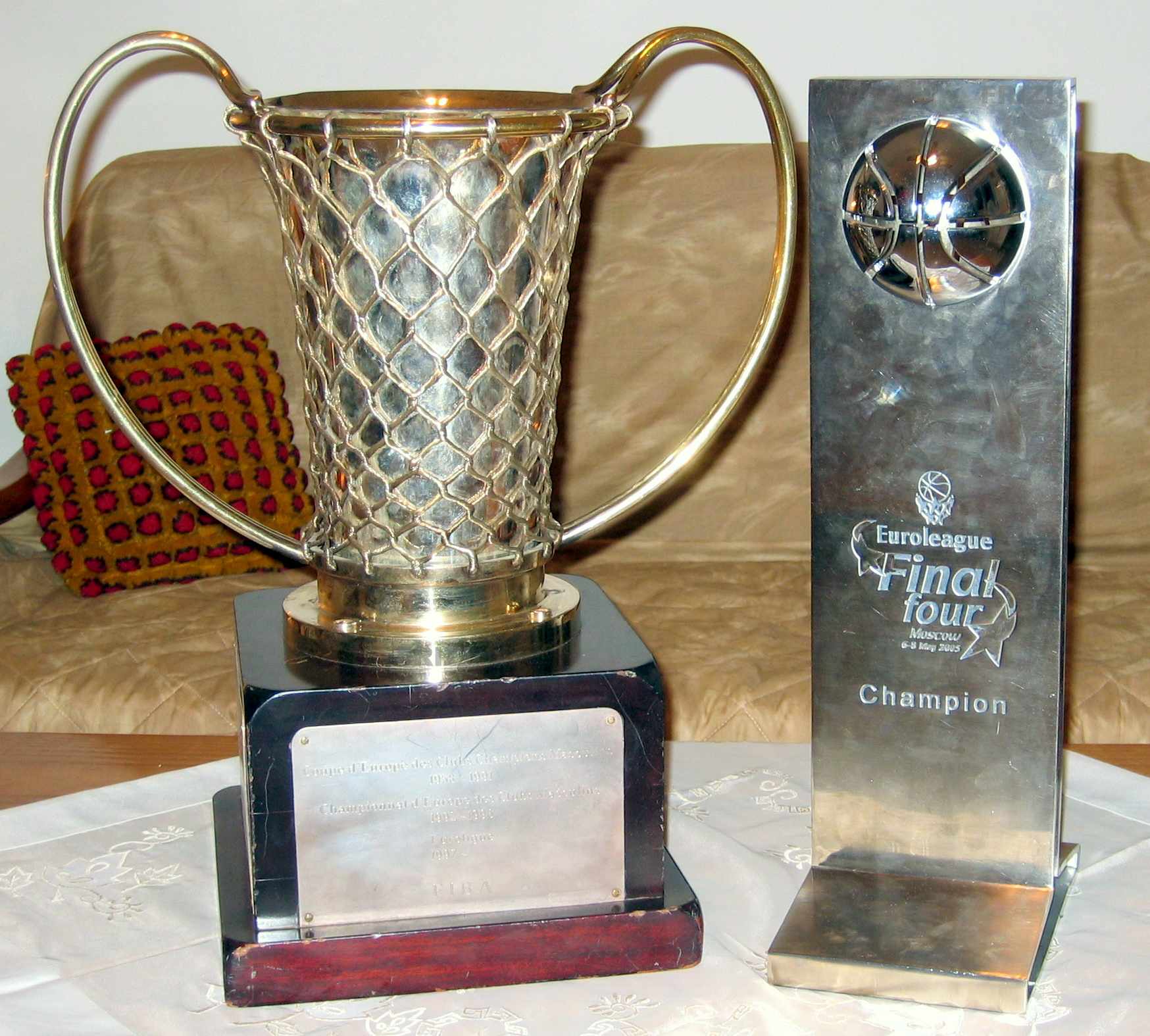
Trophäe des Europapokals der Landesmeister (links)

Nachdem man zuvor schon den griechischen Pokal holte, fehlte nur noch die Meisterschaft um das Triple perfekt zu machen. Nachdem sich jedoch Wilkins mit Maljković überwarf und infolgedessen die Mannschaft vorzeitig verlassen hatte, verlor PAO die Finalserie mit 2-3 gegen Olympiakos Piräus.
Im selben Jahr spielte Panathinaikos gegen ’’Olimpia Venado Tuerto’’ aus Argentinien um den Intercontinental Cup. Nachdem man das erste Spiel am 4. September 1996 in Rosario mit 83-89 verlor, folgten am 10. sowie 12. September zwei Siege in Athen (83-78, 101-76), die PAO den dritten Titel innerhalb von nur wenigen Monaten bescherten.
Die erste Meisterschaft nach 14 langen Jahren sollte 1998 unter Lefteris Subotic eingefahren werden. Zuvor hatte Giannakopoulos die NBA-Stars Dino Rađa und Byron Scott unter Vertrag genommen. In der gleichen Saison war PAO als haushoher Favorit in den Wettbewerb des Europapokals der Pokalsieger gestartet. Ohne größere Probleme marschierte der Verein durch den Wettbewerb und erzielte zum Teil deutliche Siege über die ausländische Konkurrenz. Im Halbfinale traf PAO auf Stefanel Milano und nachdem man das Hinspiel in Athen mit 77-58 gewinnen konnte, träumten die Anhänger schon vom zweiten Europapokaltitel. Umso überraschender kam für alle die unerwartet deutliche 61-86-Niederlage in Rom, welche das Ausscheiden aus dem Wettbewerb bedeutete.

### 1999–2012: Die Ära Obradović
|         |               |              |  |  |
| Saison  | Meisterschaft | Pokal        |  |  |
| 1999/00 | 01.           | Finalist     |  |  |
| 2000/01 | 01.           | Finalist     |  |  |
| 2001/02 | 03.           | Halbfinalist |  |  |
| 2002/03 | 01.           | Sieger       |  |  |
| 2003/04 | 01.           | -            |  |  |
| 2004/05 | 01.           | Sieger       |  |  |
| 2005/06 | 01.           | Sieger       |  |  |
| 2006/07 | 01.           | Sieger       |  |  |
| 2007/08 | 01.           | Sieger       |  |  |
| 2008/09 | 01.           | Sieger       |  |  |
| 2009/10 | 01.           | Finalist     |  |  |
| 2010/11 | 01.           | Finalist     |  |  |
| 2011/12 | 02.           | Sieger       |  |  |

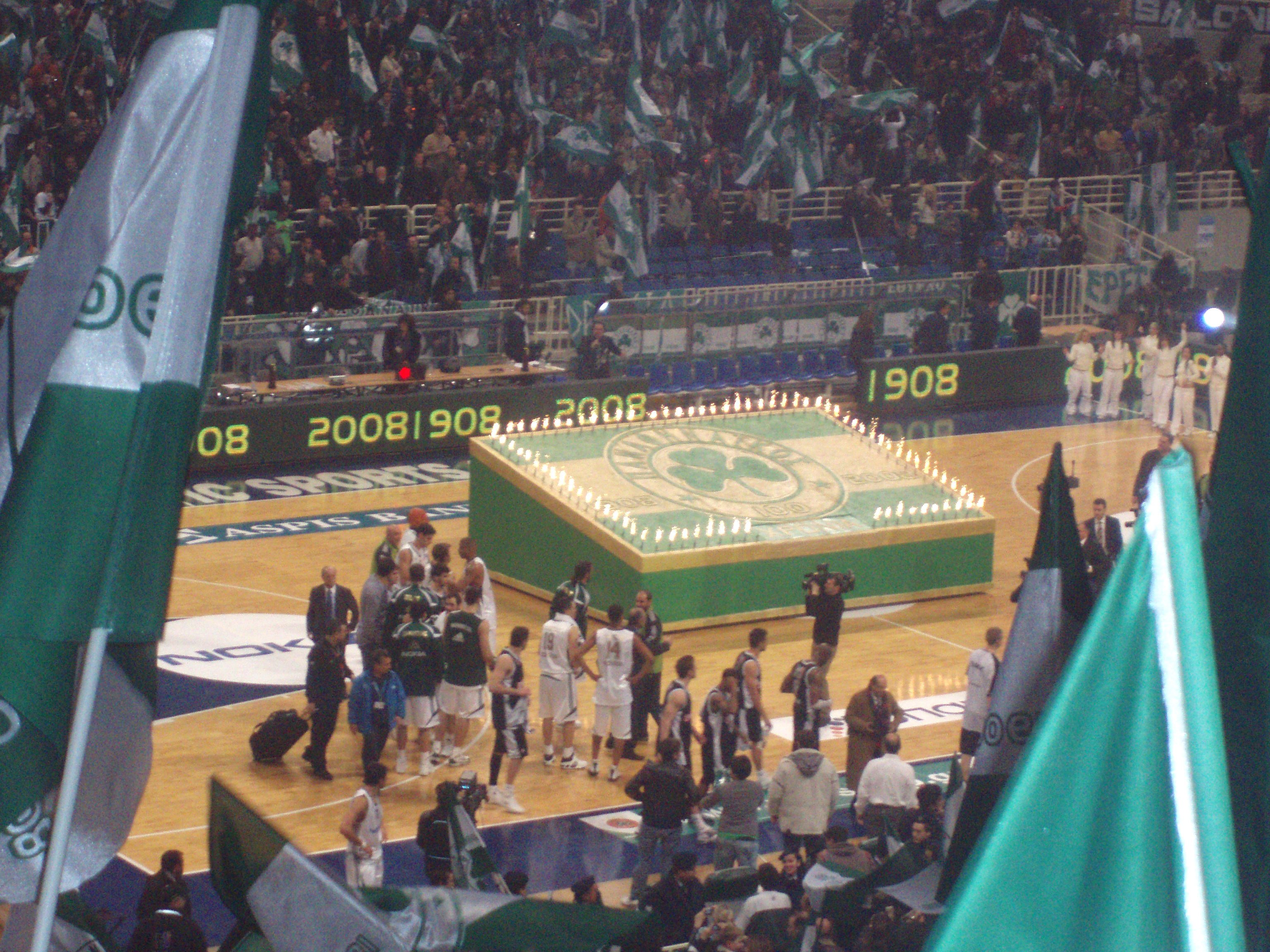
100-Jahr Feier des Vereins

Im Sommer 1999, Panathinaikos hatte zuvor zum 21. Mal die griechische Meisterschaft gewonnen, holte Pavlos Giannakopoulos den zu diesem Zeitpunkt erfolgreichsten Trainer Europas nach Athen. Željko Obradović, mehrfacher Europapokalsieger und ehemaliger Nationalspieler Jugoslawiens übernahm das Traineramt bei Panathinaikos Athen und wurde in den folgenden 13 Jahren zum erfolgreichsten Trainer der europäischen Basketballgeschichte. Mit ihm wechselte auch sein Landsmann und Center Željko Rebrača nach Athen. Zusammen mit Dejan Bodiroga, Ferdinando Gentile, Alvertis und dem deutschen Michael Koch qualifizierte sich der Verein 2000, vier Jahre nach dem ersten Erfolg im Europapokal der Landesmeister, mit insgesamt 17:4 Siegen deutlich für das Final-Four in Thessaloniki. Vor heimischem Publikum erreichte Panathinaikos das Finale und bezwang dort Maccabi Tel Aviv mit 73-67 was gleichbedeutend mit dem zweiten Europapokalsieg in der Vereinsgeschichte war. Im gleichen Jahr sicherten sich die „Grünen“ erneut die griechische Meisterschaft und schafften den Einzug ins Finale des griechischen Pokalwettbewerbs. In der Folgesaison erreichte der Verein abermals das Finale des in Suproleague umbenannten Europapokals der Landesmeister. Wie im Vorjahr traf man in Paris erneut auf Maccabi Tel Aviv verlor die Begegnung jedoch mit 67-81. Auf nationaler Ebene konnten die Erfolge aus dem Vorjahr wiederholt werden.
2002 reiste das Team als Außenseiter zum Final-Four Turnier der EuroLeague nach Bologna. Nachdem man im Halbfinale Maccabi Tel Aviv noch erwartungsgemäß mit 83-75 schlagen konnte, traf man im Finale am 5. Mai auf die favorisierten Gastgeber von Buckler Bologna die Spieler wie Antoine Rigaudeau oder die späteren NBA-Stars Manu Ginóbili sowie Marko Jarić unter Vertrag stehen hatten. Im Finalspiel konnte Panathinaikos trotz eines zwischenzeitlich deutlichen Rückstandes die Begegnung mit 89-83 gewinnen. Bedeutendste Spieler bei diesem für PAO dritten Europapokalsieges waren İbrahim Kutluay sowie Dejan Bodiroga die 22 bzw. 21 Punkte erzielen konnten. In den folgenden vier Jahren konnte Panathinaikos international lediglich eine Qualifikation für ein Final Four Turnier vorweisen (2005). Auf nationaler Ebene hingegen konnte der Verein jedes Jahr die Meisterschaft sowie drei von vier Pokalwettbewerben gewinnen.
Den vierten Europapokal gewann PAO 2007 vor heimischer Kulisse in der Athener Olympiahalle. Nachdem man zuvor bereits den Pokal und wenige Wochen später die Meisterschaft gewinnen konnte, war dies gleichbedeutend mit dem ersten Triple der Vereinsgeschichte. Mit TAU Ceramica, an welche man noch im Vorjahr beim Kampf um den Einzug in das Final Four Turnier scheiterte, und ZSKA Moskau setzte man sich gegen zwei der größten Rivalen der letzten Jahre durch und bezwang die Russen im Finale mit 93-91. Zu den tragenden Stützen im Finale gehörten Ramūnas Šiškauskas (20 Punkte), Dimitrios Diamantidis (15 Punkte) der auch zum MVP gewählt wurde sowie Dejan Tomašević (16 Punkte).
Am 8. Februar 2009 erreichte Panathinaikos beim 97-50-Erfolg über Panionios Athen als erster griechischer Verein seinen 1000. Sieg in der höchsten nationalen Spielklasse. Drei Monate später am 3. Mai 2009 gewann Panathinaikos in der Berliner O2 World seinen fünften Europapokal. Nachdem man im Halbfinale den Erzrivalen Olympiakos mit 84-82 schlagen konnte, bezwang man im Finale, wie schon zwei Jahre zuvor ZSKA Moskau mit 73-71. Den vorerst letzten Europapokalsieg erreichte PAO 2011 in Barcelona. Gegner im Finale war ein Mal mehr Maccabi Tel Aviv, die man 78-70 schlagen konnte.
Am 12. Juni 2012 gaben Obradović und die Vereinsführung von Panathinaikos in einer gemeinsamen Presseerklärung das Ende ihrer 13-jährigen Zusammenarbeit bekannt. Unter Obradović gewann Panathinaikos neben elf Meisterschaften (2000, 2001, 2003–2011) und sieben Pokalsiegen (2003, 2005–2009, 2012) auch den Europapokal der Landesmeister (2000) sowie vier Mal die EuroLeague (2002, 2007, 2009, 2011). Unter dem Serben stieg Panathinaikos zur erfolgreichsten Mannschaft Europas im neuen Jahrtausend sowie seit Einführung des Final Four Modus generell auf.

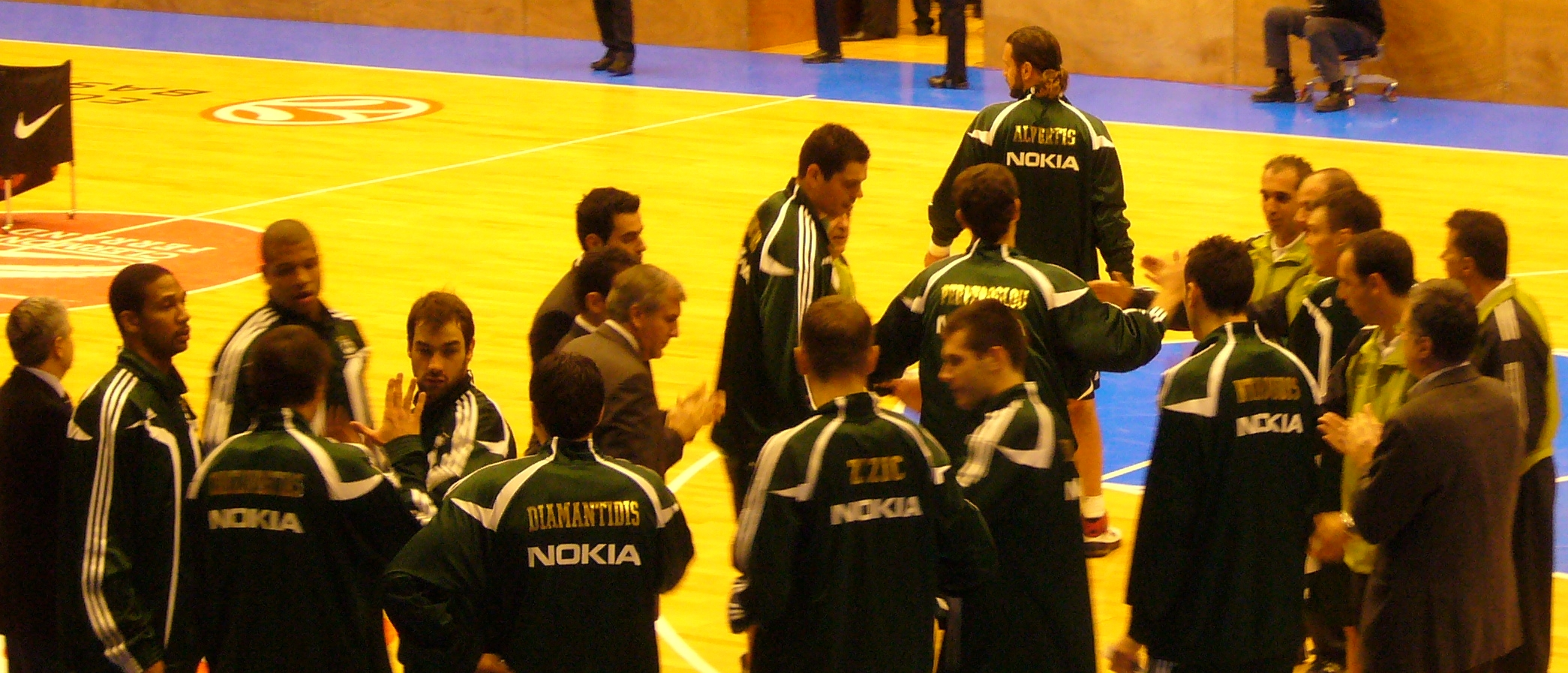
2007–2008 EuroLeague

### Seit 2012: Der Neuaufbau
|         |               |               |  |  |
| Saison  | Meisterschaft | Pokal         |  |  |
| 2012/13 | 1.            | Sieger        |  |  |
| 2013/14 | 1.            | Sieger        |  |  |
| 2014/15 | 2.            | Sieger        |  |  |
| 2015/16 | 2.            | Sieger        |  |  |
| 2016/17 | 1.            | Sieger        |  |  |
| 2017/18 | 1.            | Halbfinale    |  |  |
| 2018/19 | 1.            | Sieger        |  |  |
| 2019/20 | 1.            | Viertelfinale |  |  |
| 2020/21 | 1.            | Sieger        |  |  |
| 2021/22 | 2.            | Finalist      |  |  |
| 2022/23 | 2.            | Halbfinale    |  |  |
| 2023/24 | 1.            | Finalist      |  |  |
| 2024/25 | 2.            | Sieger        |  |  |

Mit dem Abgang von Obradović im Sommer 2012 verließen auch eine Reihe von Spielern den Verein die zu den Leistungsträgern der letzten Jahre gehörten. Zu den bedeutendsten Abgängen gehörten neben Michael Batiste und Šarūnas Jasikevičius die griechischen Nationalspieler Nick Calathes, Konstantinos Kaimakoglou, Efstratios Perperoglou und Ian Vougioukas sowie der langjährige Co-Trainer Dimitrios Itoudis. Veränderungen gab es in diesem Sommer für den Verein auch auf der Führungsebene. Nach 25 Jahren und 29 gewonnenen Titeln gab Mannschaftseigner und -präsident Pavlos Giannakopoulos am 26. Juli 2012 seine Anteile am Verein an seinen Sohn Dimitrios über. Die Aufgabe des Neuaufbaus übernahm Argiris Pedoulakis der in seiner aktiven Zeit auch als Spieler für den Verein aktiv war. Pedoulakis schaffte es bereits in der ersten Saison mit dem Pokal und der Meisterschaft das nationale Double zu gewinnen.

## Panathinaikos und die Nationalmannschaft
Seit Bestehen der griechischen Nationalmannschaft bildeten die Spieler von Panathinaikos deren Rückgrat. Von den Nachwuchsmannschaften bis zur Herrenauswahl gehörten Spieler wie Kokolakis, Kontos, Ioannou, Alvertis oder Diamantidis zu den Leistungsträgern. So standen beim Europameister 2005 und Vize-Weltmeister 2006 Griechenland mit Diamantidis, Chatzivrettas, Tsartsaris, Spanoulis, Dikoudis, Fotsis und Papadopoulos sieben (vom zwölf) Spieler im Kader die bei Panathinaikos unter Vertrag standen oder dort ihren großen Durchbruch schafften.
Auch bei der 2006 in Japan ausgetragenen Weltmeisterschaft bei der Griechenland die Silbermedaille gewinnen konnte, stellten Spieler mit direktem Bezug zu Panathinaikos den größten Teil der griechischen Nationalmannschaft. Im Einzelnen waren dies Chatzivrettas, Diamantidis, Dikoudis, Fotsis, Papadopoulos, Spanoulis und Tsartsaris.

## Spielstätte

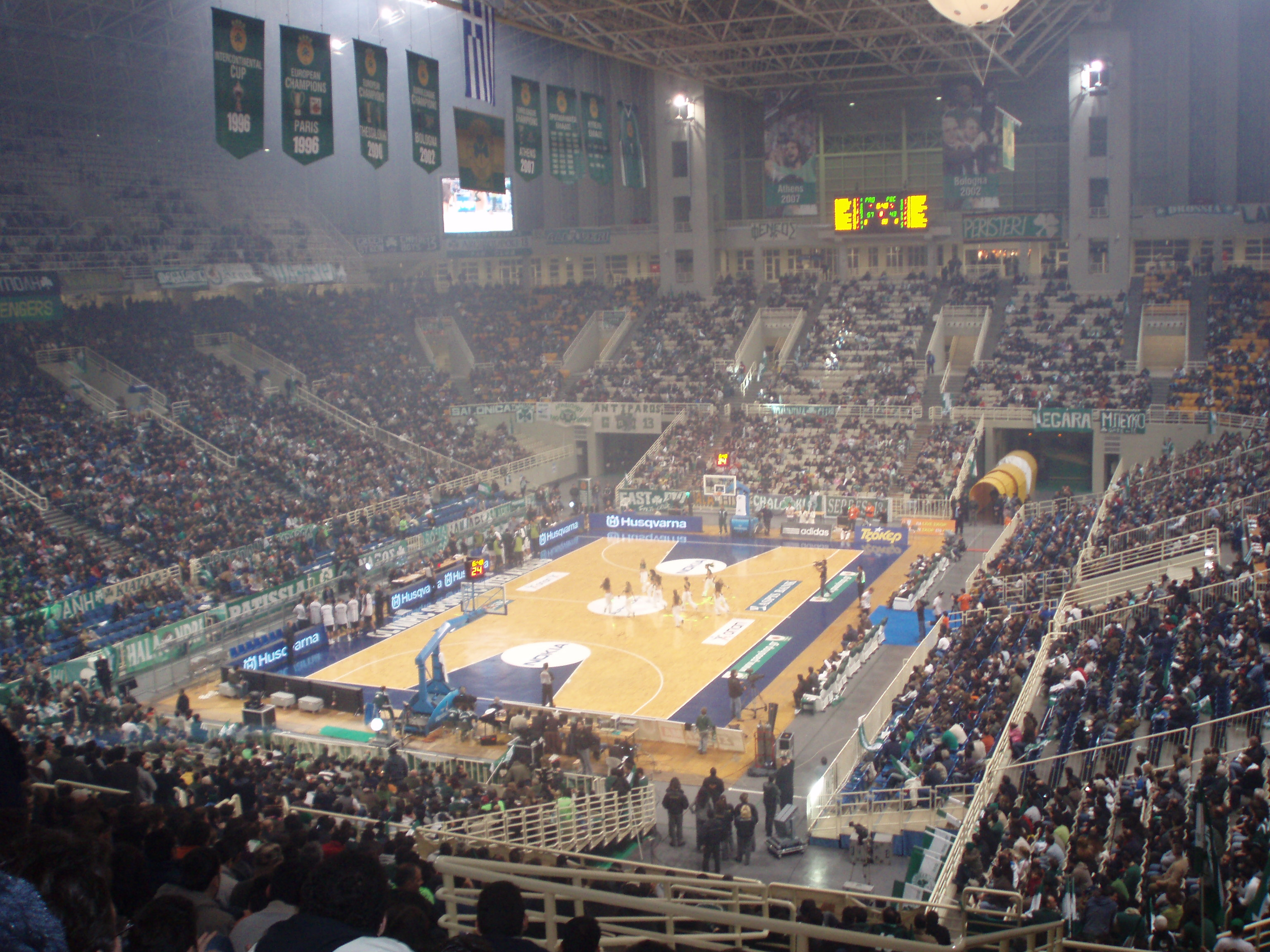
Innenaufnahme

Seine Heimspiele trägt Panathinaikos in der bereits 1995 errichteten OAKA Olympic Indoor Hall aus, welche die größte Sporthalle Griechenlands darstellt und zu den größten in Europa zählt. Während der Olympischen Sommerspiele 2004 fanden hier die Wettkämpfe im Gerätturnen und Trampolinturnen sowie die Finalbegegnungen im Basketball statt. Die Halle kann je nach Sportart unterschiedlich viele Zuschauer aufnehmen (17.500 beim Kunstturnen und Trampolinspringen, 19.250 bei Basketballspielen). Die Modernisierungsarbeiten, welche fünf Millionen Euro in Anspruch nahmen, wurden am 30. Juli 2004 beendet, die offizielle Neueröffnung erfolgte am 10. August des Jahres.
Trotz ihres noch jungen Alters, hat die Athener Olympiahalle bereits einige bedeutende Großereignisse vorzuweisen die bereits vor den Olympischen Spielen in ihr ausgetragen wurden. So waren dies unter anderem die U21-Basketball-Weltmeisterschaft 1995, die Basketball-Europameisterschaft 1995 sowie die Basketball-Weltmeisterschaft 1998.
Am 20. Mai 2006 wurde der Eurovision Song Contest in der Olympiahalle ausgetragen. 2007 war die Olympiahalle Gastgeber für das Final-Four-Turnier der EuroLeague 2006/07, welches Panathinaikos vor heimischem Publikum für sich entscheiden konnte. 2020 wurde das Final Eight der Basketball Champions League 2019/20 in der Halle ausgetragen.
Anfang April 2023 vereinbarten Panathinaikos und die griechische Regierung als Eigentümer ein alleiniges Nutzungsrecht des Basketballclubs über 49 Jahre. Zuvor wurde über Monate über die Nutzung der Parkplätze um die Halle verhandelt und gestritten.

## Panathinaikos in den Medien
In den griechischen Massenmedien ist Panathinaikos Athen so gut wie kaum ein anderes griechisches Team vertreten. Neben den zwei Sportzeitungen Derby und I Prasini, welche alle die Interessen des Vereins verfolgen und dessen Politik stützen, wird einmal die Woche über den Privatsender High TV das Magazin Prasinos Palmos ausgestrahlt. In der rund zweistündigen Sendung werden Themen behandelt, die sich mit den verschiedenen Abteilungen des Vereins beschäftigen.
Die Spiele der Basketballabteilung werden alle im Fernsehen übertragen. In der Saison 2010/2011 werden die Spiele der EuroLeague vom Pay-TV-Sender Novasport und dem Privatsender Skai TV ausgestrahlt. Die Heimspiele in der Meisterschaft und im Pokal überträgt ebenfalls Novasport.

## Logo
Auf dem Vereinslogo der Basketballabteilung sind, neben dem für Panathinaikos typischen dreiblättrigen Kleeblatt und dem Gründungsjahr des Vereins, ein Basketball sowie sieben goldene Sterne zu sehen. Die Bedeutung der Sterne hat sich dabei im Laufe der Vereinsgeschichte geändert. Standen diese anfangs symbolisch für je zehn gewonnene nationale Meisterschaften, werden sie seit 2000 nur noch für den Gewinn des Europapokals der Landesmeister bzw. der EuroLeague vergeben. Die sieben Sterne stehen somit für die Erfolge in Paris (1996), Thessaloniki (2000), Bologna (2002), Athen (2007), Berlin (2009, 2024) und Barcelona (2011).

## Spieler

### Transfers 2025/26
| Zugänge Richaun Holmes (Washington Wizards)00 Ioannis Kouzeloglou (AEK Athen) Nikolaos Rogkavopoulos (Saski Baskonia) TJ Shorts (Paris Basketball) Vassilios Toliopoulos (Aris Thessaloniki) | Abgänge Lorenzo Brown (EA7 Emporio Armani) Wenyen Gabriel (FC Bayern München) Eleftherios Mantzoukas (Oklahoma State Cowboys) Dimitrios Moraitis (Iraklis Thessaloniki)1 Ioannis Papapetrou (Karriereende) Tibor Pleiß (Ziel unbekannt) |

1 Ist ausgeliehen

## Aktueller Kader
| Nr. | Nat.               | Name                   | Position | Geburt     | Größe  | Seit | Info    |
| --- | ------------------ | ---------------------- | -------- | ---------- | ------ | ---- | ------- |
| 0   | /                  | TJ Shorts              | Guard    | 15.10.1997 | 175 cm | 2025 | N       |
| 5   | Griechenland       | Panagiotis Kalaitzakis | Guard    | 02.01.1999 | 200 cm | 2022 | N       |
| 6   | Turkei             | Cedi Osman             | Forward  | 08.04.1995 | 204 cm | 2024 | N       |
| 10  | Griechenland       | Kostas Sloukas         | Guard    | 15.01.1990 | 190 cm | 2023 | C / N   |
| 17  | Griechenland       | Nikos Rogkavopoulos    | Forward  | 27.01.2001 | 201 cm | 2025 | N       |
| 20  | Griechenland       | Alexandros Samodurov   | Forward  | 20.05.2005 | 210 cm | 2022 | N       |
| 22  | Vereinigte Staaten | Jerian Grant           | Guard    | 09.10.1992 | 196 cm | 2023 |         |
| 24  | Griechenland       | Ioannis Kouzeloglou    | Forward  | 01.04.1995 | 204 cm | 2025 | N       |
| 25  | Vereinigte Staaten | Kendrick Nunn          | Guard    | 03.08.1995 | 195 cm | 2023 |         |
| 26  | Frankreich         | Mathias Lessort        | Center   | 29.09.1995 | 206 cm | 2023 | N       |
| 27  | Griechenland       | Vassilis Toliopoulos   | Guard    | 15.06.1996 | 187 cm | 2025 | N       |
| 40  | Litauen            | Marius Grigonis        | Forward  | 26.04.1994 | 198 cm | 2022 | N / E / |
| 41  | Spanien            | Juan Hernangómez       | Forward  | 28.09.1995 | 206 cm | 2023 | N       |
| 44  | Griechenland       | Konstantinos Mitoglou  | Forward  | 11.06.1996 | 210 cm | 2023 | N       |
| 77  | Turkei             | Ömer Yurtseven         | Center   | 19.06.1998 | 213 cm | 2024 | N / E   |
|     | Vereinigte Staaten | Richaun Holmes         | Center   | 15.10.1993 | 206 cm | 2025 |         |

| Nat.         | Name              | Position       |
| ------------ | ----------------- | -------------- |
| Turkei       | Ergin Ataman      | Head Coach     |
| Griechenland | Christos Serelis  | Assistenzcoach |
| Turkei       | Cenk Yıldırım     | Assistenzcoach |
| Griechenland | Vassilis Symtsak  | Assistenzcoach |
| Griechenland | Savvas Kamperidis | Assistenzcoach |

| Abk. | Bedeutung                          |
| ---- | ---------------------------------- |
| Nr.  | Trikotnummer                       |
| Nat. | Nationalität                       |
| C    | Mannschaftskapitän                 |
| N    | Nationalspieler                    |
| E    | Nur für Euroleague spielberechtigt |
| S    | Suspension                         |
|      | Verletzungsbedingte Inaktivität    |

### Kadertiefe
| Pos. | Starter     | Bank          | Bank        | Reserve     |
| ---- | ----------- | ------------- | ----------- | ----------- |
| C    | Lessort     | Holmes        | Yurtseven   | Kouzeloglou |
| PF   | Hernangómez | Mitoglou      |             | Samontourov |
| SF   | Osman       | Rogkavopoulos |             | Grigonis    |
| SG   | Nunn        | Grant         |             | Kalaitzakis |
| PG   | TJ Shorts   | Sloukas       | Toliopoulos |             |

### Ausgeliehene Spieler
| Name               | Nationalität | Position | Größe [cm] | Jahrgang | Verein               |
| ------------------ | ------------ | -------- | ---------- | -------- | -------------------- |
| Dimitrios Moraitis | Griechenland | Guard    | 194        | 1999     | Iraklis Thessaloniki |

### Bedeutende oder bekannte ehemalige Spieler
→ Weite Daten zu den ehemaligen wichtigen Leistungsträgern finden sich auf Panathinaikos Athen (Basketball)/Namen und Zahlen.

#### Griechische Akteure

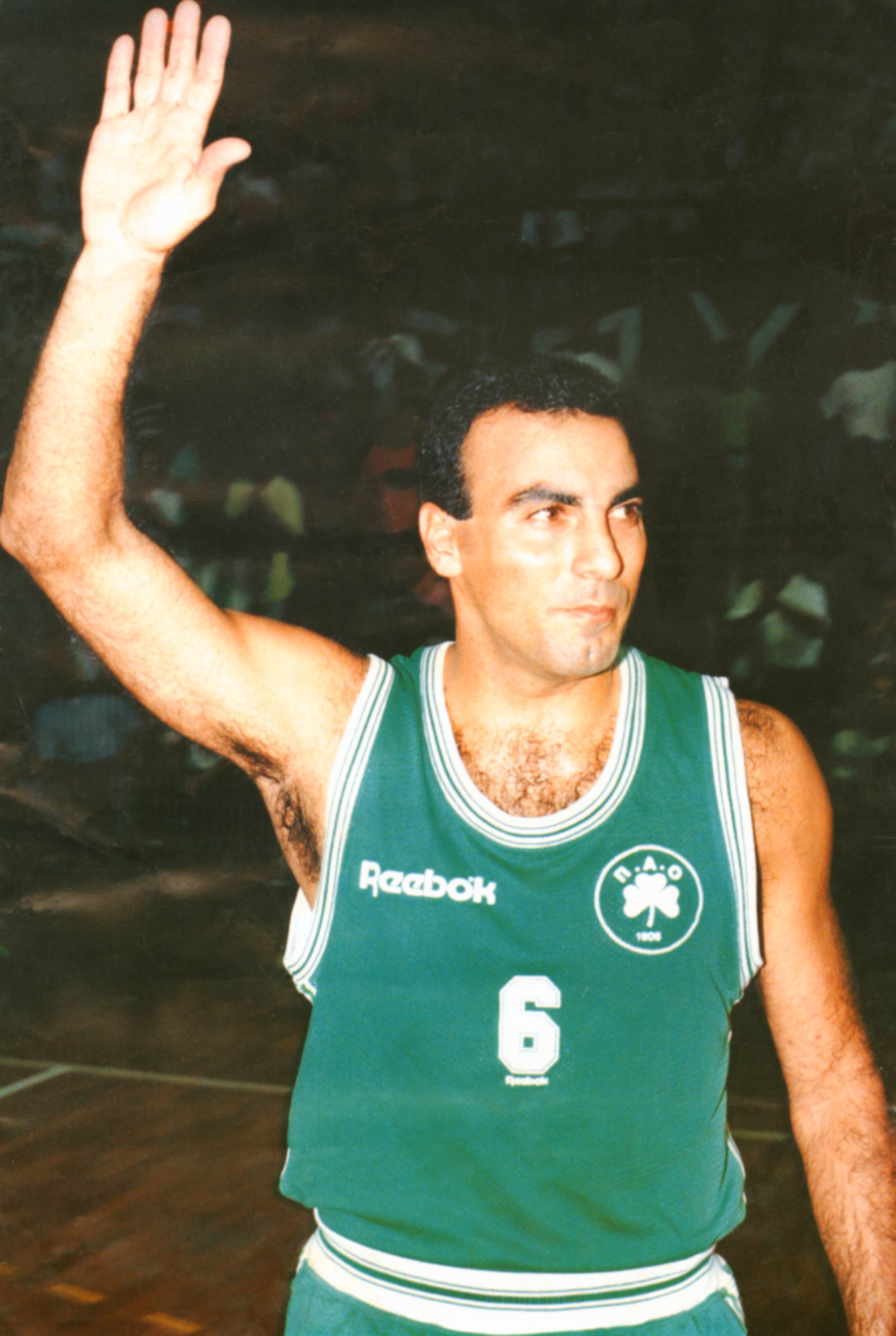
Galis

Es folgt eine Auswahl an bedeutenden oder bekannten Spielern die in der Vergangenheit bei Panathinaikos unter Vertrag standen. Bei der Aufzählung der gewonnenen Titel werden nur solche berücksichtigt, welche in den Zeitraum fallen, bei denen die jeweilig en Spieler bei Panathinaikos aktiv waren. Die Angaben zu absolvierten Spielen beziehen sich auf Einsätze in der A1 Ethniki. Bei noch aktiven Spielern sind alle Angaben auf dem Stand des 9. Oktobers 2013.

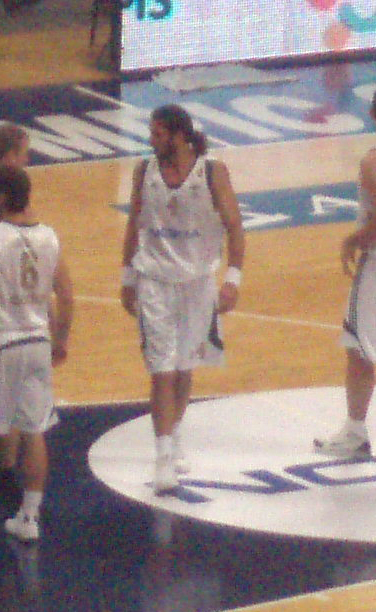
Alvertis

- Fragiskos Alvertis (1990–2009; Forward; 525 Spiele)

155-facher Nationalspieler; mit 525 Erstligaspielen Rekordträger von Panathinaikos; mit 4.698 erzielten Punkten in der Meisterschaft Rekordkorbjäger von Panathinaikos; Mitglied der 50 Greatest Euroleague Contributor; sieben Teilnahmen am griechischen All Star Game; acht Teilnahmen an Welt- und Europameisterschaften sowie an Olympischen Spielen; MVP der griechischen Meisterschaft 2003
Titel: elf Meisterschaften, acht Pokalsiege, zwei Europapokale der Landesmeister, drei EuroLeague Meisterschaften, ein Intercontinental Cup
- Nikolaos Chatzivrettas (2003–2009; Guard; 204 Spiele)

116-facher Nationalspieler; Europameister 2005; Vize-Weltmeister 2006; Stankovic Cup Sieger 2006; zwei Teilnahmen am griechischen All Star Game; fünf Teilnahmen an Welt- und Europameisterschaften sowie an Olympischen Spielen
Titel: sechs Meisterschaften, fünf Pokalsiege, zwei EuroLeague Meisterschaften

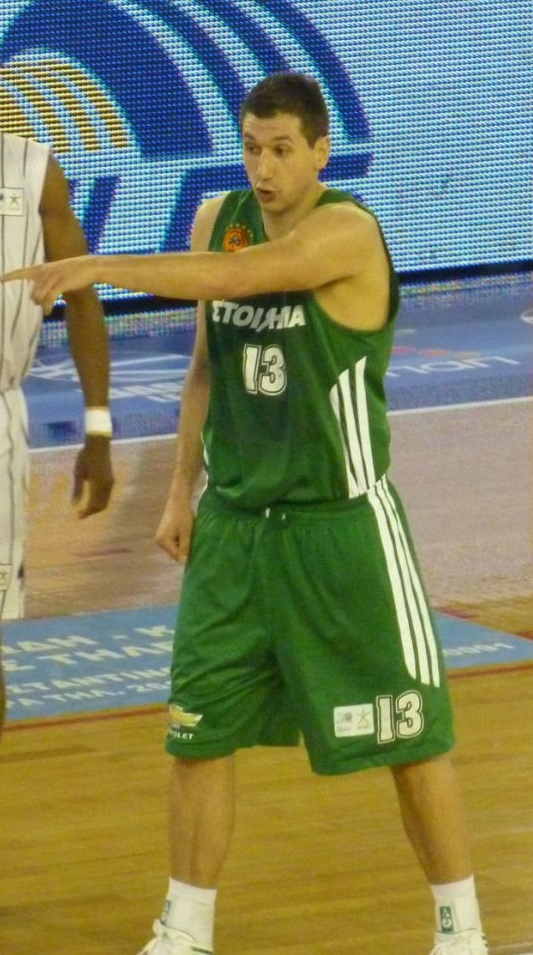
Diamantidis

- Dimitrios Diamantidis (2004–2016; Guard; 396 Spiele)

124-facher Nationalspieler; Europameister 2005; Vize-Weltmeister 2006; Stankovic Cup Sieger 2006; zwölf Teilnahmen am griechischen All Star Game; sieben Teilnahmen an Welt- und Europameisterschaften sowie an Olympischen Spielen
Titel: neun Meisterschaften, zehn Pokalsiege, drei EuroLeague Meisterschaften
- Antonios Fotsis (1997–2001, 2002–2003, 2008–2011, 2013–2017; Forward)

189-facher Nationalspieler; Europameister 2005; Vize-Weltmeister 2006; Bronze-Medaille bei der Europameisterschaft 2009; Stankovic Cup Sieger 2006; vier Teilnahmen am griechischen All Star Game; neun Teilnahmen an Welt- und Europameisterschaften sowie an Olympischen Spielen
Titel: zehn Meisterschaften, sechs Pokalsiege, ein Europapokal der Landesmeister, zwei EuroLeague Meisterschaften
- Nikos Galis (1992–1995; Guard)

116-facher Nationalspieler; Europameister 1987; Vize-Europameister 1989; Europas Basketballer des Jahres 1987; Mitglied der 50 Greatest Euroleague Contributor; Mitglied der Naismith Memorial Basketball Hall of Fame; sechs Teilnahmen an Welt- und Europameisterschaften, viermaliger MVP der griechischen Meisterschaft
Titel: ein Pokalsieg
- Panagiotis Giannakis (1994–1996; Guard)

mit 351 Einsätzen griechische Rekordnationalspieler; mit 5.307 Punkten erfolgreichster Korbjäger der griechischen Nationalmannschaft; Europameister 1987; Vize-Europameister 1989; Goldmedaille bei den Mittelmeermeisterschaften 1979; zehn Teilnahmen an Welt- und Europameisterschaften sowie an Olympischen Spielen
Titel: ein Europapokal der Landesmeister

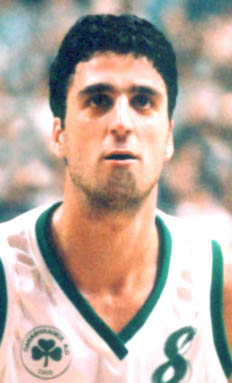
Ikonomou

- Nikos Ikonomou (1991–1999; Forward; 243 Spiele)

116-facher Nationalspieler; U-20 Vize-Europameister 1992; U-16 Europameister 1989; Silbermedaille bei den Mittelmeermeisterschaften 1991; sieben Teilnahmen am griechischen All Star Game; fünf Teilnahmen an Welt- und Europameisterschaften sowie an Olympischen Spielen
Titel: zwei Meisterschaften, zwei Pokalsiege, ein Europapokal der Landesmeister, ein Intercontinental Cup
- Agamemnon Ioannou (1974–1990, Guard)

64-facher Nationalspieler; Europameister 1987
Titel: sechs Meisterschaften, drei Pokalsiege
- Giorgos Kalaitzis (1997–2006; Guard; 221 Spiele)

56-facher Nationalspieler; U-19 Weltmeister 1995; zwei Teilnahmen am griechischen All Star Game; drei Teilnahmen an Europameisterschaften
Titel: acht Meisterschaften, drei Pokalsiege, ein Europapokal der Landesmeister, eine EuroLeague Meisterschaft
- Dimitrios Kokolakis (1969–1983; Center)

179-facher Nationalspieler; mit insgesamt zwölf gewonnenen Meisterschaften griechischer Rekordhalter; Goldmedaille bei den Mittelmeermeisterschaften 1979; vier Teilnahmen an Europameisterschaften
Titel: neun Meisterschaften, drei Pokalsiege

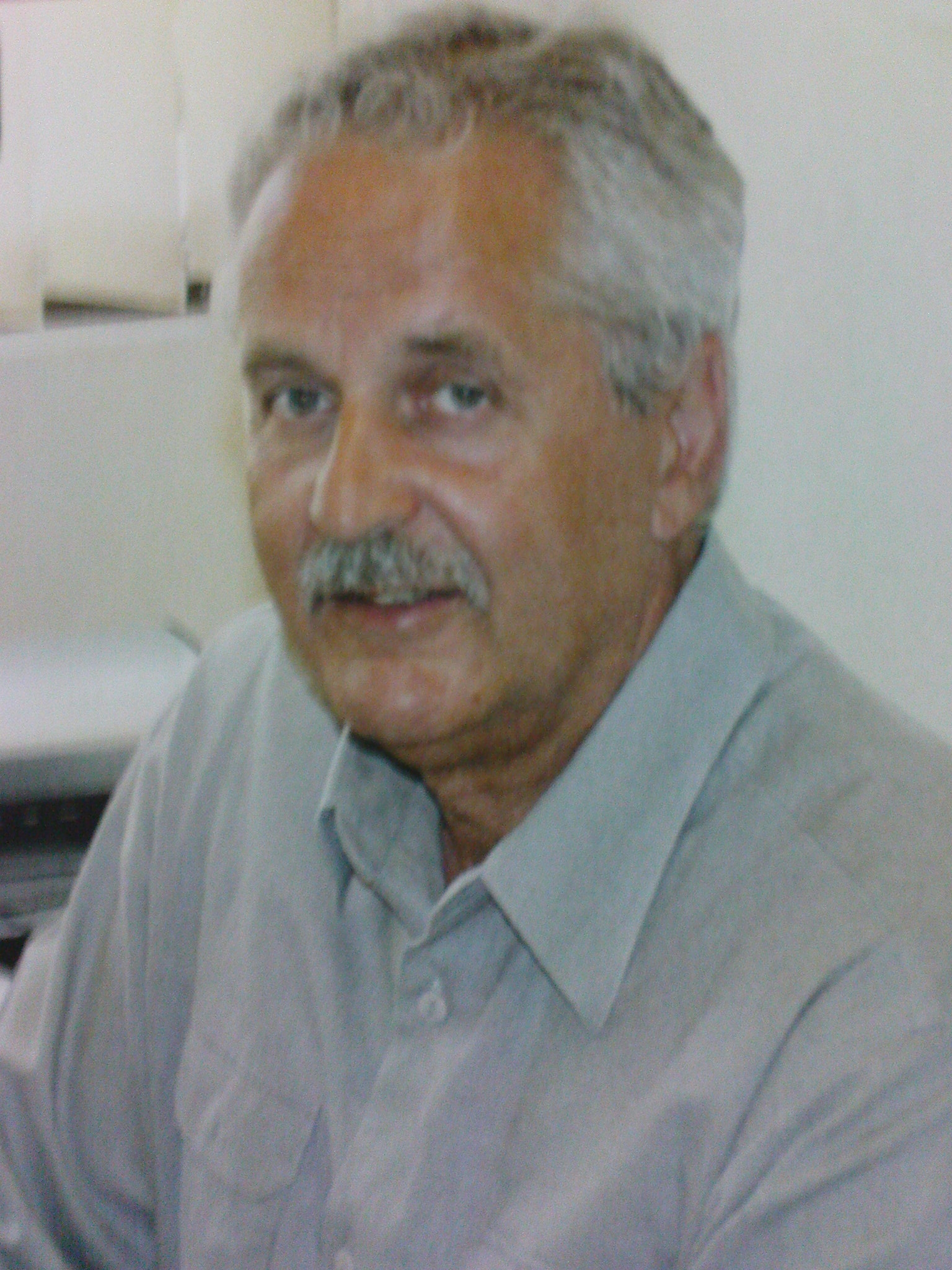
Kontos

- Apostolos Kontos (1969–1983; Forward)

114-facher Nationalspieler; zwei Teilnahmen an Europameisterschaften
Titel: neun Meisterschaften, drei Pokalsiege
- Panagiotis Koroneos (1968–1985; Guard)

150-facher Nationalspieler; drei Teilnahmen Europameisterschaften
Titel: elf Meisterschaften, drei Pokalsiege
- Vasilios Spanoulis (2005–2006, 2007–2010; Guard; 131 Spiele)

132-facher Nationalspieler; Europameister 2005; Vize-Weltmeister 2006; Bronze-Medaille bei der Europameisterschaft 2009; Stankovic Cup Sieger 2006; U20-Europameister 2002; Bronze-Medaille bei der U18-Europameisterschaft 2000; Silbermedaille bei den Mittelmeermeisterschaften 2001; Balkan-Sportler des Jahres 2009; vier Teilnahmen am griechischen All Star Game; sieben Teilnahmen an Welt- und Europameisterschaften sowie an Olympischen Spielen
Titel: vier Meisterschaften, drei Pokalsiege, eine EuroLeague Meisterschaft
- Konstantinos Tsartsaris (2002–2013; Forward; 345 Spiele)

123-facher Nationalspieler; Europameister 2005; Vize-Weltmeister 2006; Stankovic Cup Sieger 2006; vier Teilnahmen am griechischen All Star Game; sechs Teilnahmen an Welt- und Europameisterschaften sowie an Olympischen Spielen
Titel: zehn Meisterschaften, acht Pokalsiege, drei EuroLeague Meisterschaften

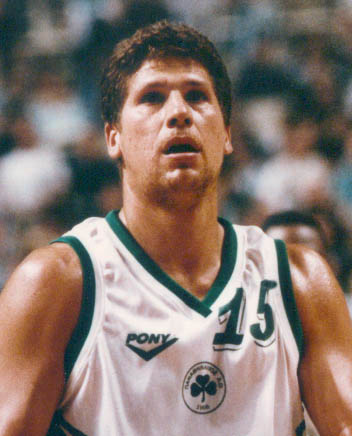
Christodoulou

Weitere bedeutende Spieler sind u. a. die Europameister Liveris Andritsos, Ioannis Bourousis, Theofanis Christodoulou, Dimosthenis Dikoudis und Lazaros Papadopoulos, der griechische Rekordhalter für Erstligaeinsätze Nikolaos Boudouris, der zweifache Triple-Gewinner Dimitris Papanikolaou sowie Georgios Kolokithas, John Korfas, Fedon Mattheou, Apostolos Nikolaidis, Konstantinos Patavoukas, Konstantinos Politis, David Stergakos, Kiriakos Vidas und Evangelos Vourtzoumis.

#### Legionäre

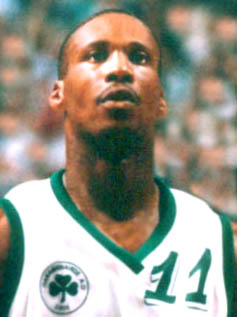
Scott

Der bekannteste Legionär, der bislang für Panathinaikos gespielt hat, ist der US-Amerikaner und neunfache NBA All-Star Dominique Wilkins, der bis heute als der bedeutendste Transfer einer europäischen Mannschaft im Basketball angesehen wird. Wilkins, der zum elitären Kreis von zwölf Spielern gehört, die in ihrer Karriere mehr als 25.000 Punkte in der NBA erzielten und Mitglied der Hall of Fame ist, wechselte 1995 von den Boston Celtics zu Panathinaikos Athen und half dem Verein beim ersten Europapokalgewinn der Vereinsgeschichte. Der bedeutendste und erfolgreichste Legionär der Vereinsgeschichte ist Michael Batiste. In zehn Saisons zwischen 2003 und 2014 konnte er mit dem Verein drei Mal die EuroLeague gewinnen. Zudem errang er neun Meisterschaften und sieben Pokalsiege was ihn zu einem der erfolgreichsten Spieler Europas macht. Ein ebenso bedeutender Akteur war der dreifache NBA-Meister mit den Los Angeles Lakers Byron Scott. Weitere herausragende Spieler aus den Vereinigten Staaten sind Antonio Davis, Tony Delk, Kenyon Jones, Darryl Middleton, der vierfache NBA-Meister John Salley sowie Johnny Rogers und Drew Nicholas. Die letzten beiden konnten mit Panathinaikos gleich zwei Europapokale gewinnen.

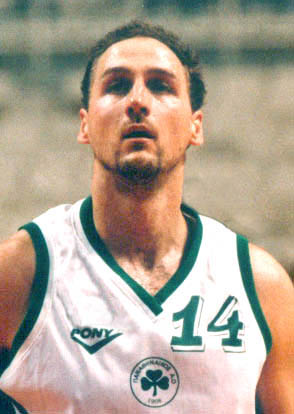
Rađa

Die wohl bedeutendsten europäischen Spieler in der Geschichte von Panathinaikos sind der Serbe Dejan Bodiroga sowie der Kroate Dino Rađa. Der zweifache Welt- und dreifache Europameister Bodiroga spielte für vier Jahre bei Panathinaikos und konnte in diesem Zeitraum auch zwei Mal die Europaliga gewinnen. Obwohl er nie in der NBA spielte, galt er als einer der besten Spieler weltweit. Rađa spielte, nach vier Jahren in der NBA und zwei gewonnenen Europameistertiteln, zwischen 1997 und 1999 bei Panathinaikos und konnte in diesen zwei Jahren ebenso viele Meisterschaften erringen. Ein weiterer bedeutender Spieler ist der mehrfache Welt- und Europameister Dejan Tomašević aus Serbien der, mit insgesamt 23 Titeln in seiner Karriere, zu den erfolgreichsten Spielern der Welt gehört.
Weitere wichtige Akteure aus dem ehemaligen Jugoslawien sind die Serben Žarko Paspalj, Željko Rebrača und Miloš Vujanić, die Kroaten Mario Hezonja, Arijan Komazec und Stojko Vranković, die Slowenen Sani Bečirovič und Jaka Lakovič sowie die Montenegriner Nikola Peković und Vlado Šćepanović.

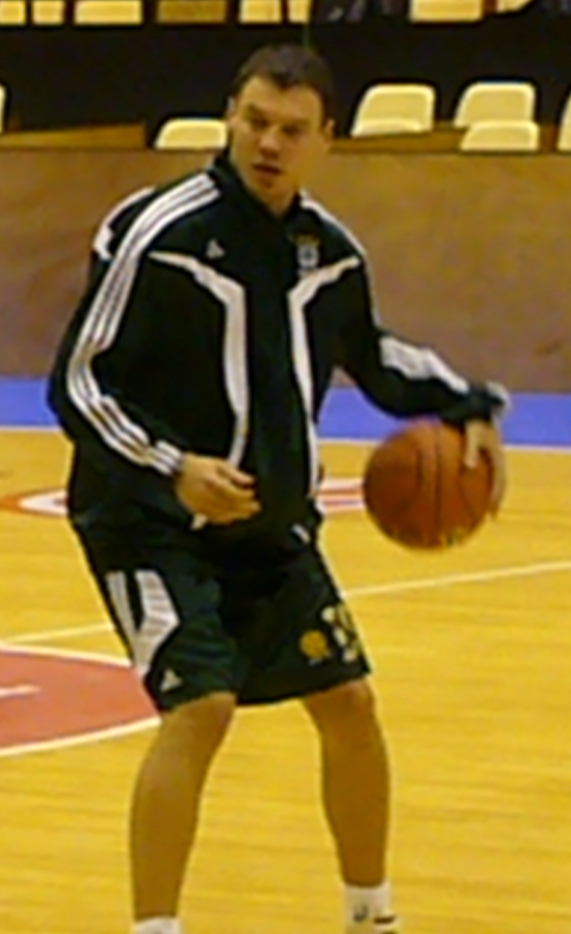
Jasikevičius

Herausragende Akteure sind auch die Litauer Šarūnas Jasikevičius, der mit einem Jahresgehalt von 4,2 Millionen Euro der bestbezahlte Basketballspieler Europas aller Zeiten war und Ramūnas Šiškauskas, die Argentinier Marcelo Nicola, Pepe Sánchez, Hugo Sconochini, der englische NBA-Akteur John Amaechi sowie der Ukrainer Alexander Wolkow. Auch Spieler wie Oded Kattash, İbrahim Kutluay, Ferdinando Gentile, Pat Burke, Ferran Martínez oder Tiit Sokk waren für Panathinaikos aktiv.
Aus Deutschland waren bisher vier Spieler für Panathinaikos aktiv. Der bedeutendste und erfolgreichste Akteur war dabei Michael Koch. Der Europameister von 1993 spielte zwischen 1996 und 2001 für PAO und gewann mit dem Verein, neben vier Meisterschaften, 2000 auch den Europapokal der Landesmeister. Deutschlands Rekord-Nationalspieler Patrick Femerling wechselte 2004 zu Panathinaikos und konnte neben zwei Meisterschaften auch zwei Mal den Pokal gewinnen. Sascha Hupmann stand zwischen 1997 und 1999 bei den Athenern unter Vertrag und konnte ebenfalls zwei Meisterschaften gewinnen. Tibor Pleiß wechselte im Februar 2025 zu Panathinaikos.

### Nicht mehr zu vergebende Trikotnummern

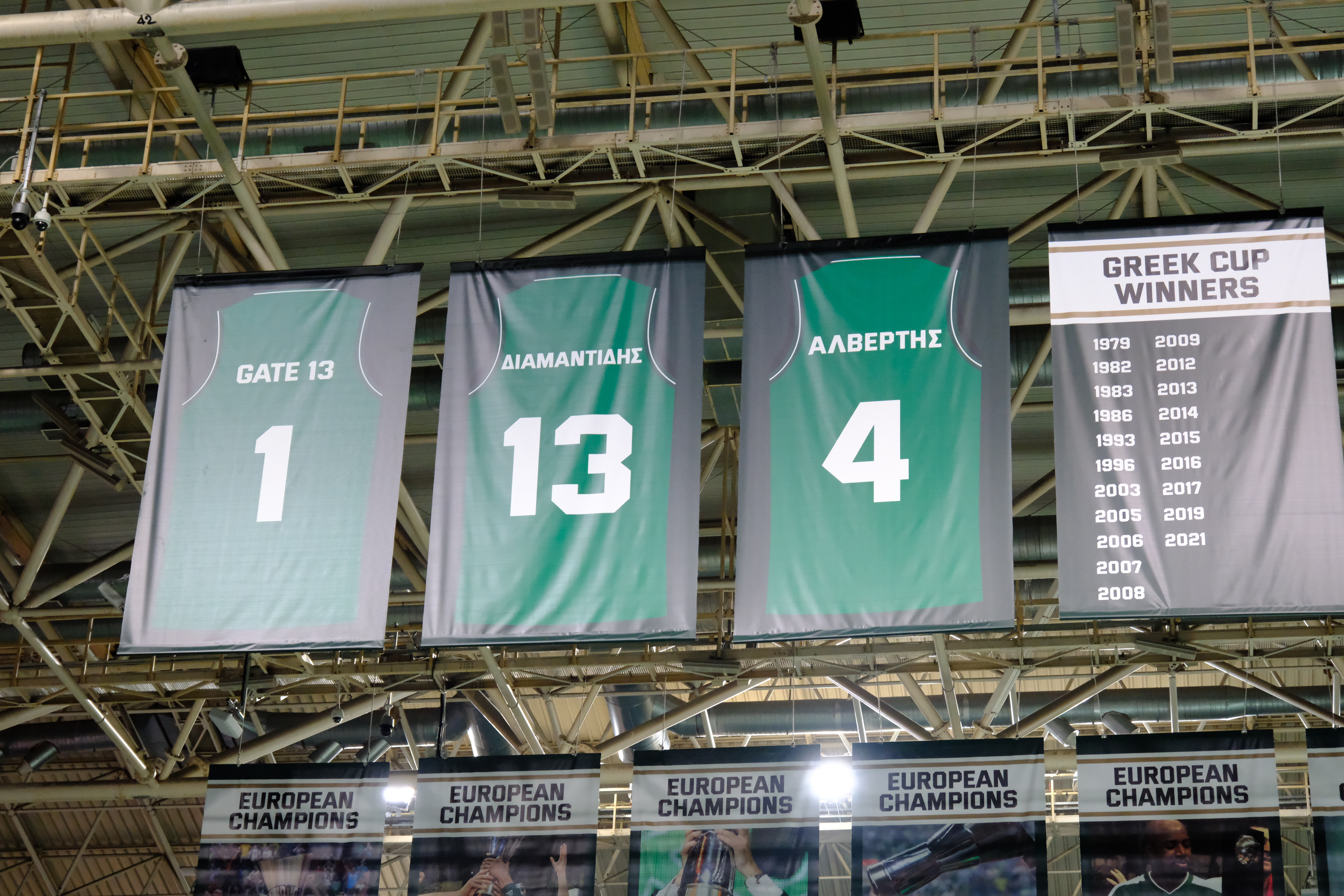
Zurückgezogene Nummern im OAKA

Fans
Fragiskos Alvertis Forward 1990–2009
Dimitrios Diamantidis Guard 2004–2016

## Trainer
Bei Panathinaikos standen bisher eine Reihe bekannter und angesehener Trainer unter Vertrag. Die bekanntesten sind dabei die Serben Željko Pavličević, Božidar Maljković sowie Željko Obradović. Bedeutendster griechischer Trainer ist Konstantinos Politis der auf zwei Amtszeiten zurückblicken kann und die griechische Nationalmannschaft 1987 zu ihrer ersten Europameisterschaft führen konnte.
| - 1963–1965 Nikolaos Milas - 1965–1966 Mio Stevanovic - 1966–1974 Konstantinos Mourouzis - 1974–1975 Richard Dukshire - 1975–1978 Konstantinos Anastasatos - 1978–1982 Konstantinos Politis - 1982–1984 Christos Kefalos - 1984–1986 Michalis Kyritsis - 1986–1987 Konstantinos Mourouzis - 1987–1988 Richard Dukshire - 1988–1989 Michalis Kyritsis - 1989–1991 Christos Ioardanidis - 1991–1993 Željko Pavličević - 1993–1994 Konstantinos Politis - 1994–1995 Efthimios Kioumourtzoglou - 1995–1997 Božidar Maljković - 1997–1998 Lefteris Subotic - 1999–2012 Željko Obradović | - 2012–2014 Argiris Pedoulakis - 201400000 Fragiskos Alvertis (Interimstrainer) - 2014–2015 Duško Ivanović - 201500000 Sotirios Manolopoulos (Interimstrainer) - 2015–2016 Aleksandar Đorđević - 201600000 Argiris Pedoulakis - 2016–2018 Xavier Pascual Vives - 2018–2019 Rick Pitino - 201900000 Argiris Pedoulakis - 201900000 Georgios Vovoras (Interimstrainer) - 2019–2020 Rick Pitino - 2020–2021 Georgios Vovoras - 202100000 Oded Kattash - 2021–2022 Dimitrios Priftis - 202200000 Georgios Vovoras - 2022–2023 Dejan Radonjić - 202300000 Christos Serelis - 2023–0000 Ergin Ataman |

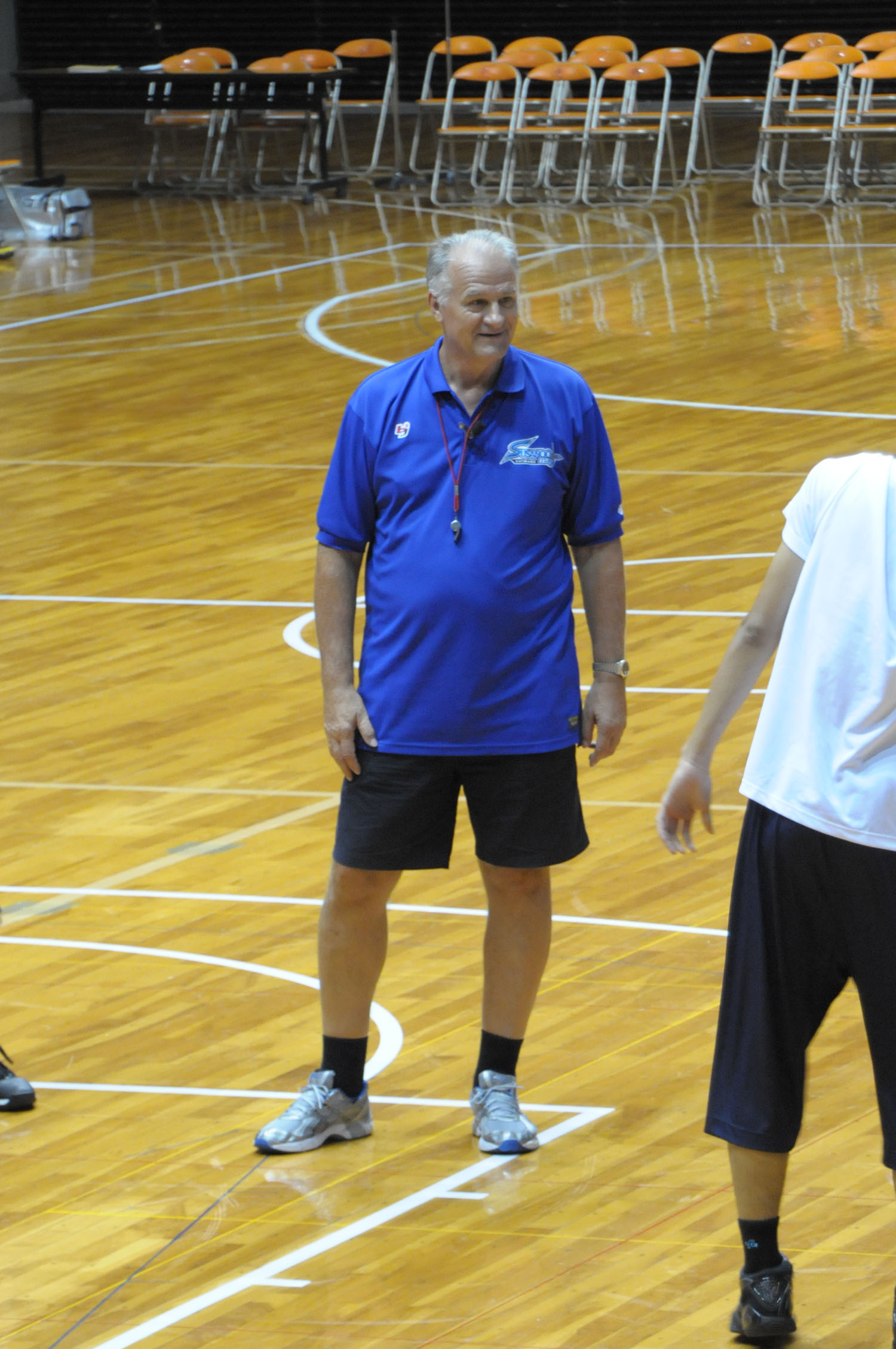
Željko Pavličević
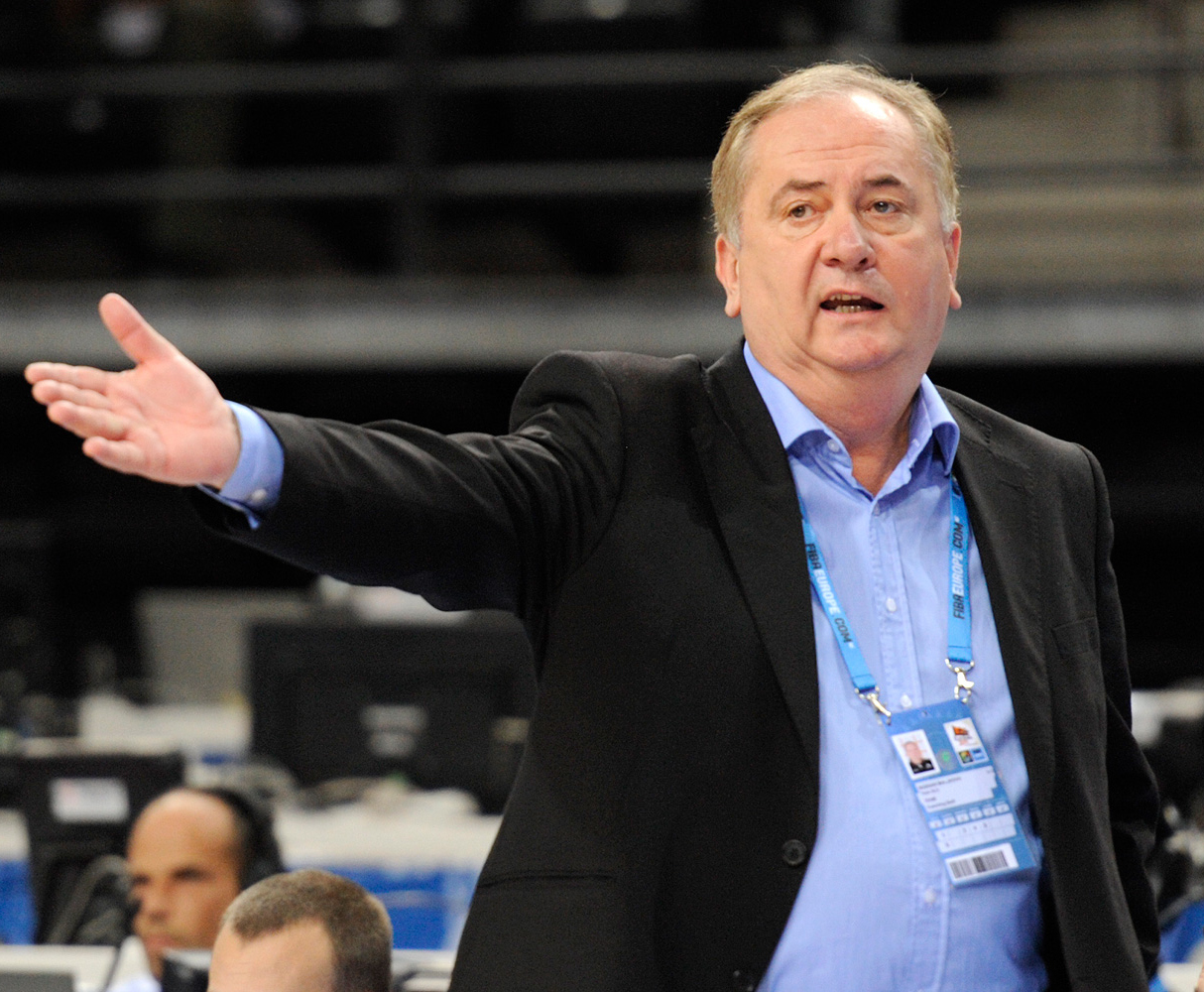
Božidar Maljković
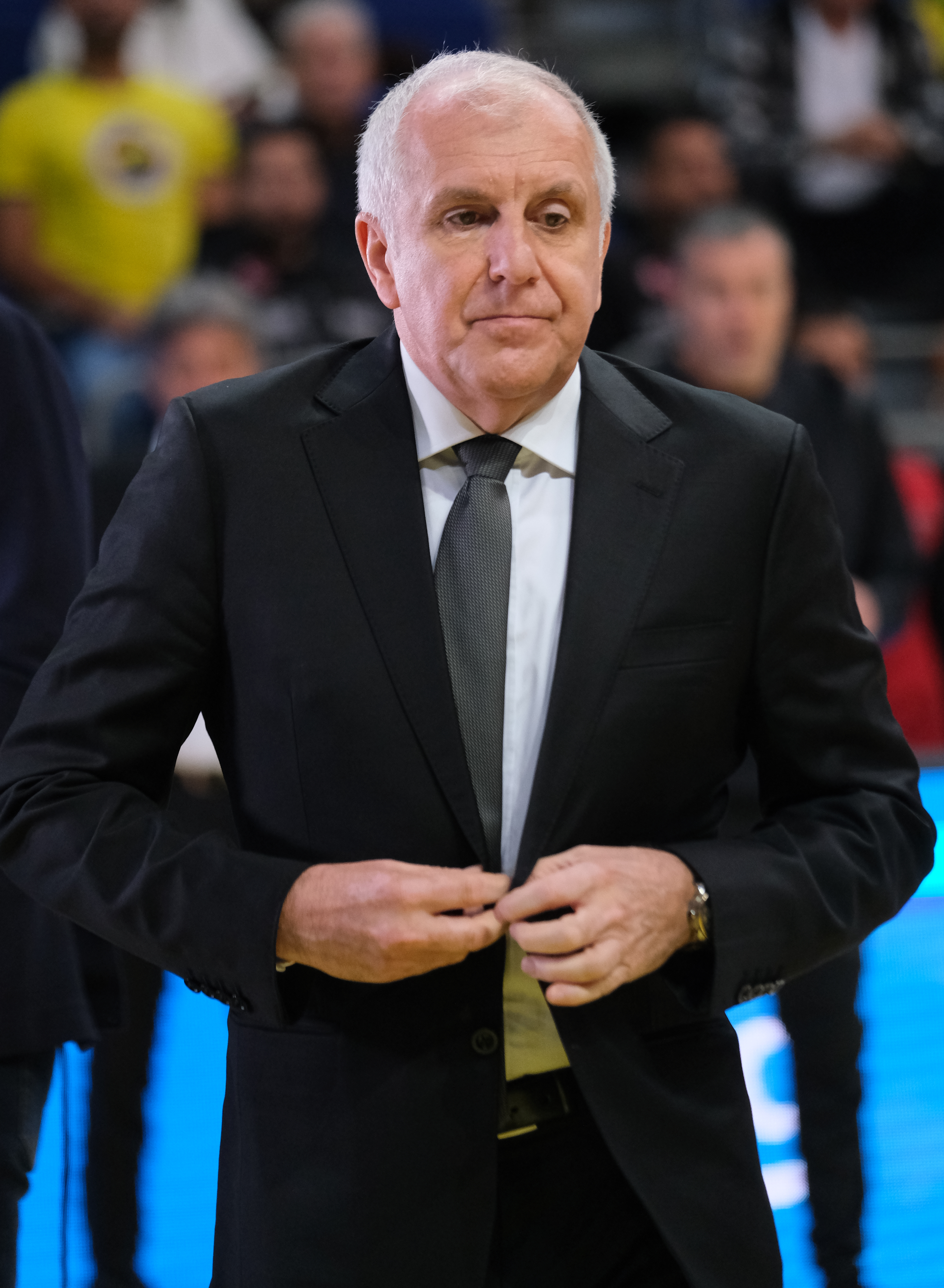
Željko Obradović
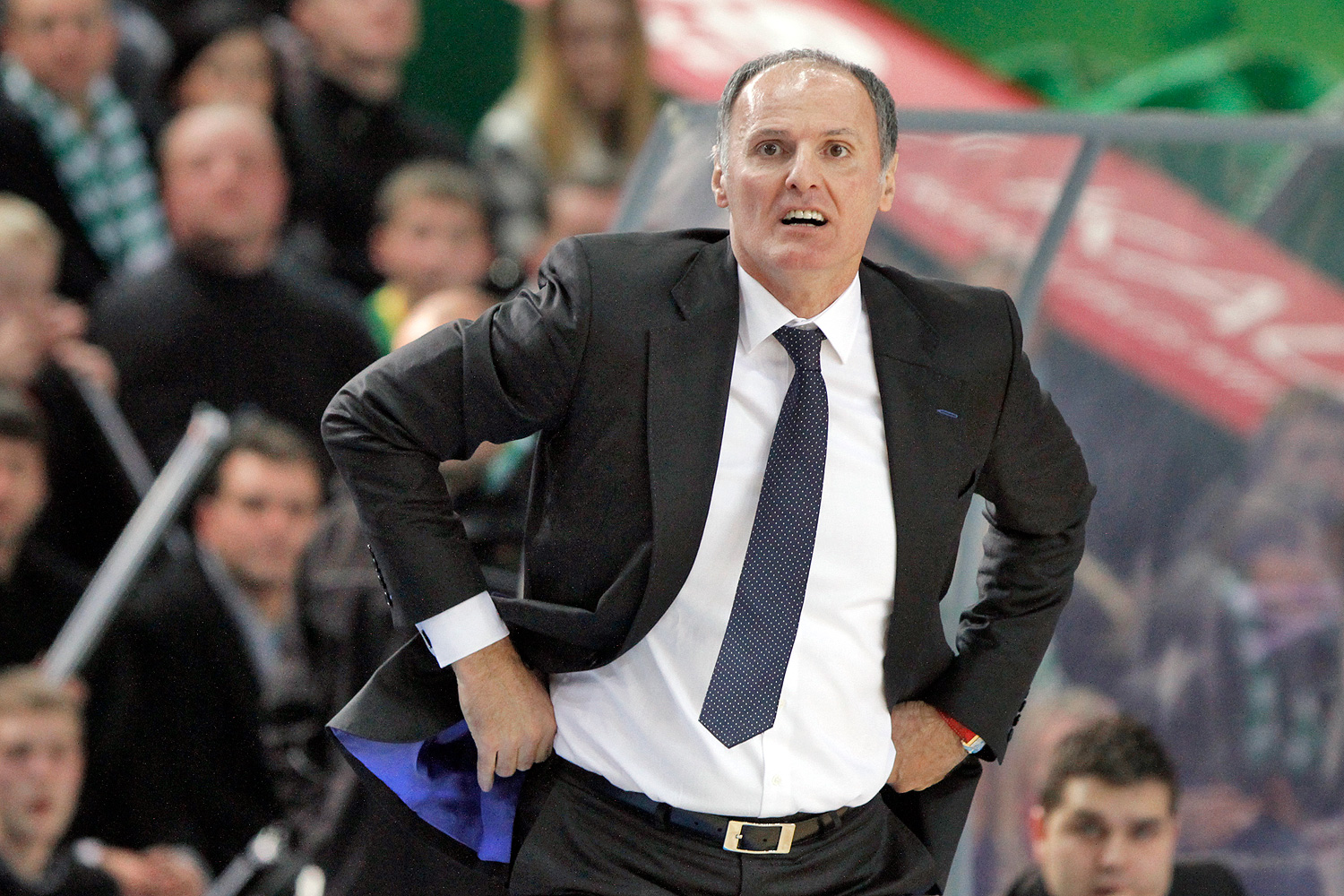
Duško Ivanović
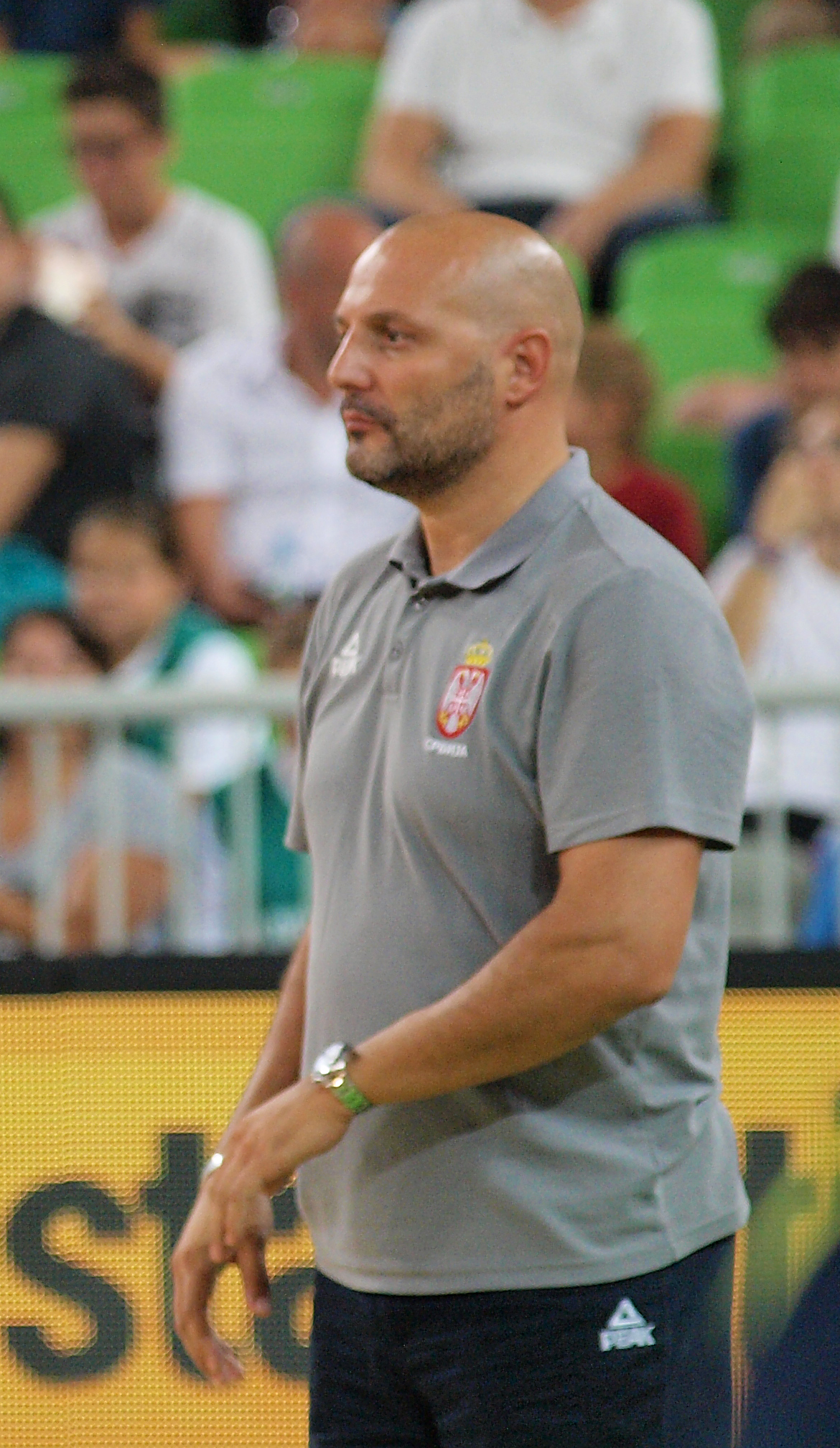
Aleksandar Đorđević
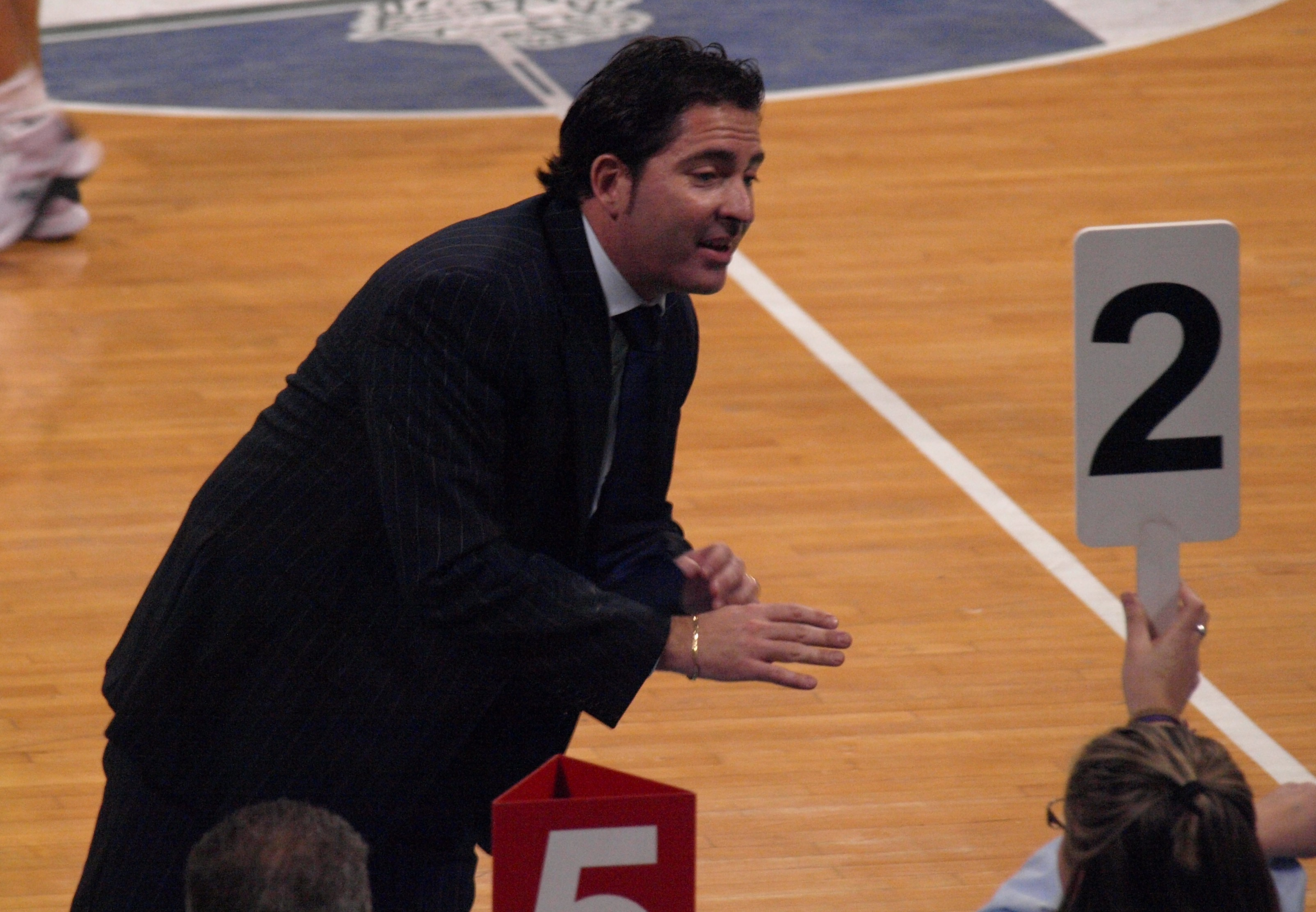
Xavier Pascual Vives
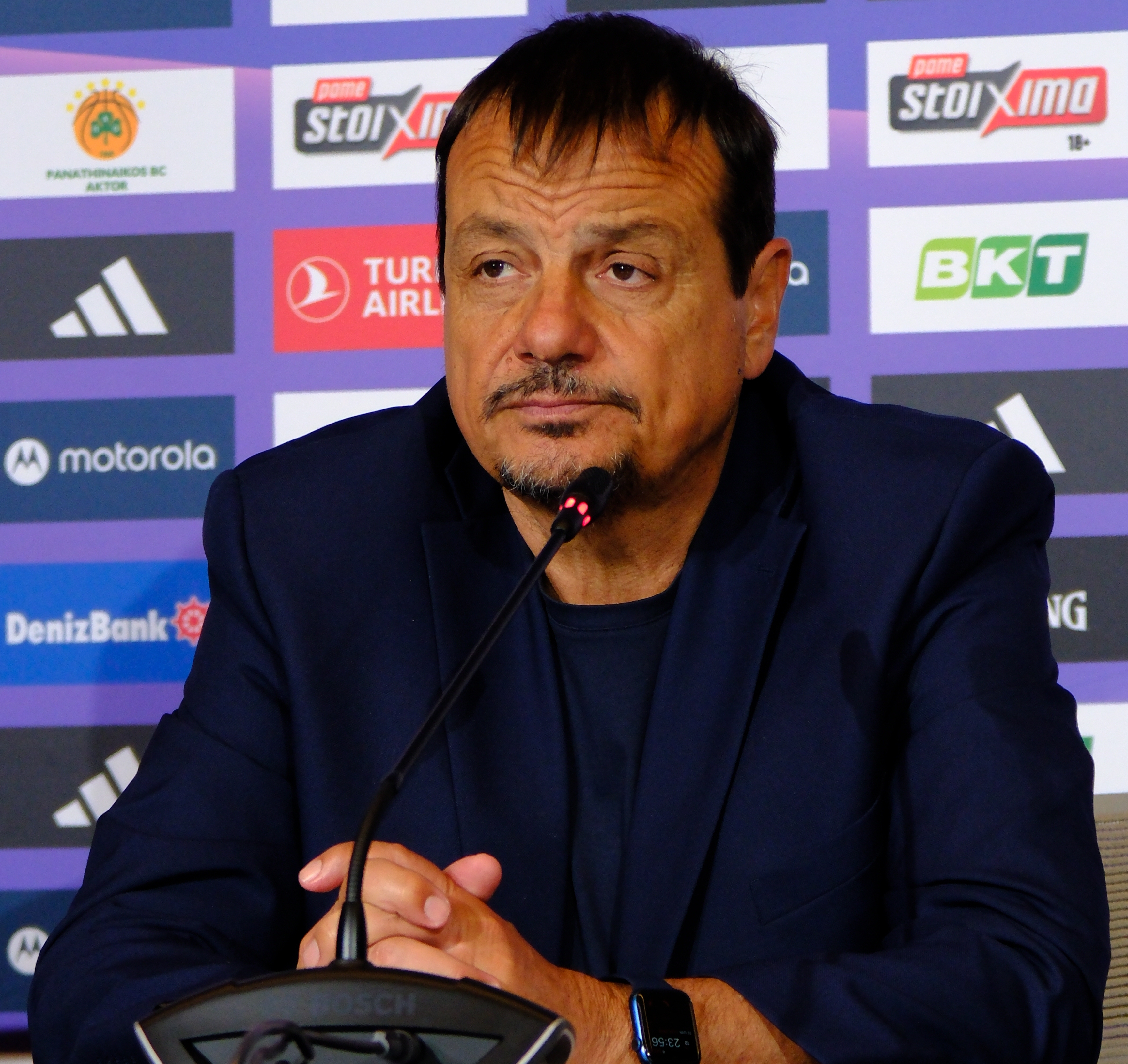
Ergin Ataman

## Fans

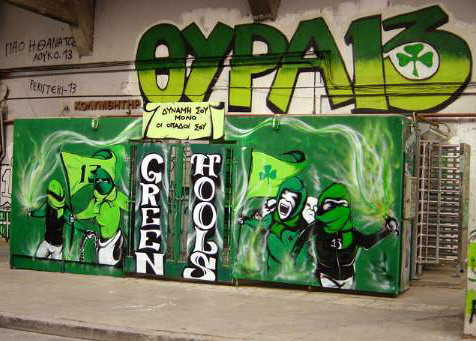
Graffiti am Eingang der Gate 13

Als erster Verein Griechenlands verfügte Panathinaikos über eine organisierte Fangemeinde. Bereits 1966 wurde von einer Gruppe jugendlicher Panathinaikos-Fans die sogenannte Gate 13 gegründet. Diese hatte zum Ziel leichter an Eintrittskarten für Spiele zu kommen sowie die gegnerischen Anhänger daran zu hindern die eigene Fan-Szene zu unterwandern. Der Name orientierte sich dabei an den Eingang den die Zuschauer nutzten, um in den gleichnamigen Block auf der Westtribüne des heimischen Apostolos-Nikolaidis Stadion zu gelangen.
Gate 13 war bestens organisiert und entwickelte sich in den folgenden Jahren, nicht zuletzt dank der Europapokalerfolge der Fußballmannschaft, immer weiter. Neben der Gate 13 existierten auch weitere Fanclubs die hauptsächlich die Bezeichnung ihres jeweiligen Stadtteils für ihre Namensgebung nutzten.
Einen markanten Punkt in der Geschichte von PAOs Fanszene stellten die 80er Jahre dar. Da es in den Vorjahren in Griechenland immer wieder zu Ausschreitungen bei Fußballspielen kam, entschloss sich der damalige Vereinspräsident der Fußballabteilung Georgios Vardinogiannis die verschiedenen Gruppierungen der Gate 13 aufzulösen und zu verbieten und an Stelle dieser die sogenannte PA.LE.FI.P zu gründen. Diese war fortan die einzige vom Verein offiziell anerkannte Fangruppierung. Ein Teil der Szene widersetzte sich dieser Politik und agierte ab 1986 erneut unter dem Namen Gate 13. Zu dieser Zeit wurde der „Green Club“ gegründet, der jedoch kurz darauf in „Green Cockneys Club“ umbenannt wurde. 1988 wurden die „Mad Boys“ und 1991 der „Zografou“ Fanclub gegründet. 1993 schlossen sich diese dann unter dem Namen „Athens Fans“ zusammen, bevor sich 1995 die Mad Boys wieder abspalteten. 1997 versuchte die Vereinsführung letztmals sämtliche Fangruppen bis auf die PA.LE.FI.P zu zerschlagen, doch auch diesmal sollte dieser Versuch erfolglos bleiben. Somit besteht die Gate 13 bis heute und beherrscht durch ihr Auftreten und ihre Choreographien das Bild in Panathinaikos Fanszene.
Zurzeit existieren in Athen rund 40 Panathinaikos-Fanclubs, deren Mitgliederzahlen zwischen 60 und 700 schwanken. Insgesamt 7000 Mitglieder zählt man allein in der Stadt Athen. Im übrigen Griechenland gibt es weitere 50 Fanclubs. Die meisten dieser Clubs verfügen dabei über eigene Räumlichkeiten, die über Mitgliedsbeiträge sowie den Verkauf von Merchandise-Artikel unterhalten werden. Die Mitglieder kommen dabei überwiegend aus dem Stadtteil, in dem sich der Fanclub befindet.

### Fan-Rivalitäten

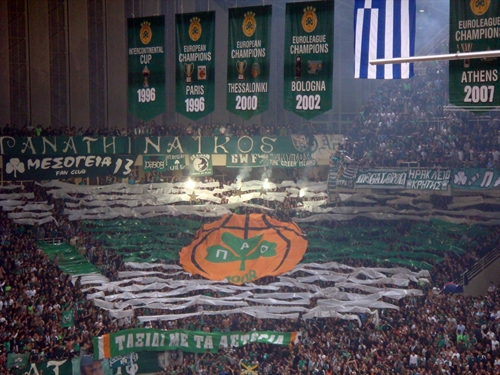
Panathinaikos-Fans bei einem Heimspiel

Der größte Gegner und Erzrivale von Panathinaikos-Fans ist der ungeliebte Lokalnachbar Olympiakos Piräus. Diese Abneigung lässt sich vor allem durch deren Ursprung erklären. Beide Vereine verbinden neben ihrer Herkunft, dem Attischen Becken, auch die Vielzahl an Sportabteilungen, bei denen die jeweiligen Fans der beiden Vereine regelmäßig aufeinandertreffen. Derbys zwischen diesen beiden Vereinen wecken seit Jahrzehnten große Emotionen und nicht selten kommt es auch zu Ausschreitungen zwischen den beiden Fan-Lagern.
Ein weiterer großer Rivale ist der zweitgrößte Athener Verein AEK. Auch hier sind die Gründe vor allem in der geographischen Nähe sowie der Größe der zwei Vereine zu suchen.
Außerhalb Athens werden lediglich PAOK Thessaloniki sowie Aris Thessaloniki als echte Rivalen angesehen.

## Hymne
Panathinaikos Hymne stammt von Georgios Mouzakis (* 15. August 1922; † 27. August 2005) aus dem Jahr 1958. Den Text dazu verfasste Georgios Ikonomidis.
| Griechisch Σύλλογος μεγάλος δεν υπάρχει άλλος δεν υπάρχει άλλος πιο δυναμικός. Kαι χιλιάδες φίλοι μόλις δουν τριφύλλι ζήτω λένε ο Παναθηναϊκός. Παναθηναϊκέ, Παναθηναϊκέ, Παναθηναϊκέ μεγάλε και τρανέ. Παναθηναϊκέ, Παναθηναϊκέ, πρωταθλητή σ'όλα τα σπορ παντοτινέ. Σ'έχουνε δοξάσει οι γνωστοί σου άσσοι που λεβέντες είναι όλοι με καρδιά. Χαίρεται η Ελλάδα που έχει τέτοια ομάδα που της νίκης έχει πάντα τα κλειδιά Παναθηναϊκέ, Παναθηναϊκέ, Παναθηναϊκέ μεγάλε και τρανέ. Παναθηναϊκέ, Παναθηναϊκέ, πρωταθλητή σ'όλα τα σπορ παντοτινέ. |  | Deutsch Eine Mannschaft so groß wie dich gibt es nicht, es gibt keine andere so dynamische. Und tausende von Anhänger, sobald sie das Kleeblatt sehen, jubeln „es lebe Panathinaikos“ Panathinaikos, Panathinaikos, Panathinaikos du großer und ruhmreicher. Panathinaikos, Panathinaikos, ewiger Meister aller Sportarten. Es haben dich deine bekannten Stars geehrt, die alle Helden sind mit großem Herzen. Es freut sich ganz Griechenland so einen Verein zu haben, der immer die Schlüssel zum Sieg besitzt Panathinaikos, Panathinaikos, Panathinaikos du großer und ruhmreicher. Panathinaikos, Panathinaikos, ewiger Meister aller Sportarten. |

## Titel

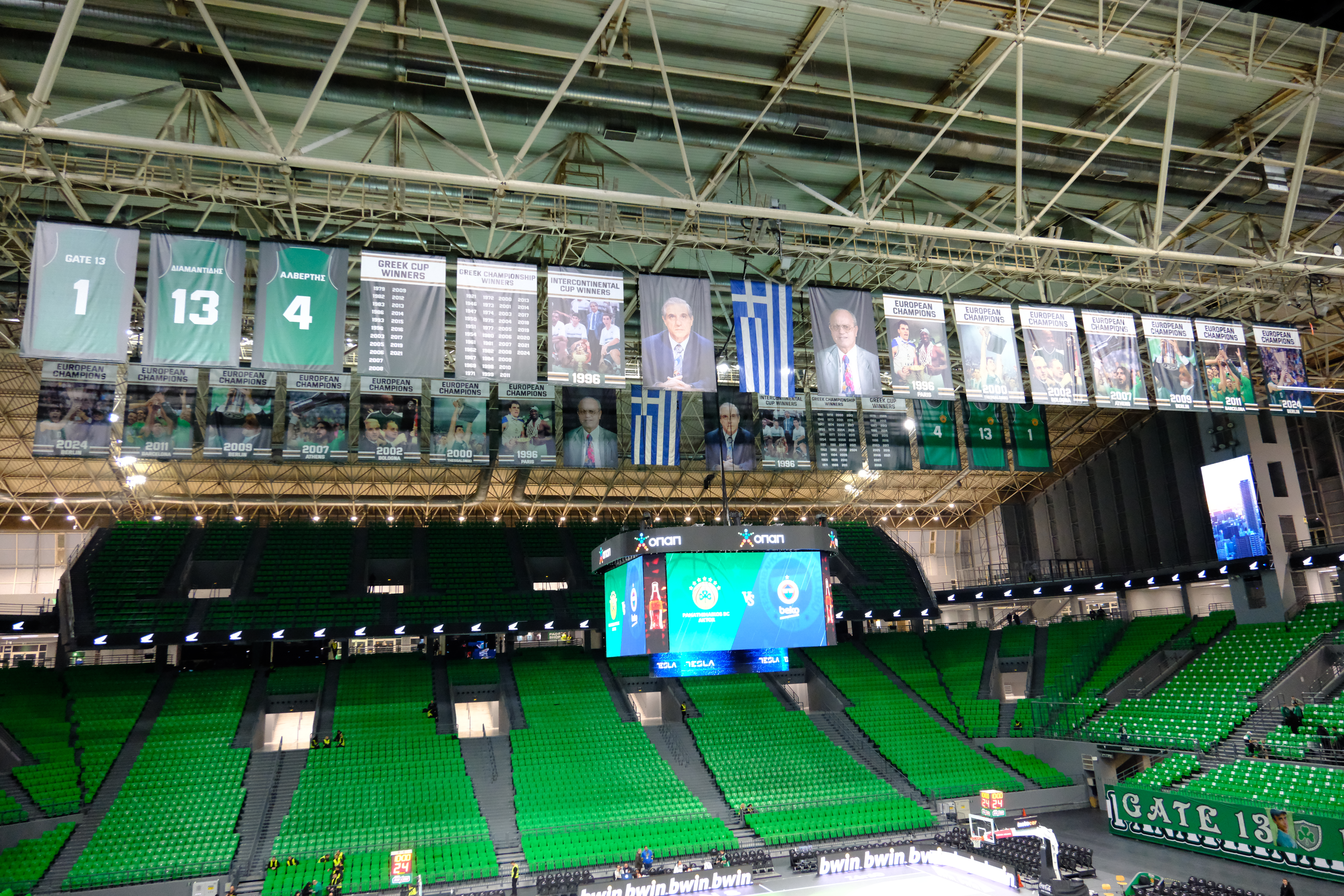
Titelbanner im Frühjahr 2025

Panathinaikos ist mit 40 nationalen Meisterschaften, 21 Pokalerfolgen und fünf EuroLeague-Siegen gleich in drei Wettbewerben Rekordtitelträger. Insgesamt konnte der Verein seit Bestehen 69 Titel gewinnen – deutlich mehr als jeder andere Verein Griechenlands.
- Griechischer Meister (40× – Rekord):

1946, 1947, 1950, 1951, 1954, 1961, 1962, 1967, 1969, 1971, 1972, 1973, 1974, 1975, 1977,
1980, 1981, 1982, 1984, 1998, 1999, 2000, 2001, 2003, 2004, 2005, 2006, 2007, 2008, 2009,
2010, 2011, 2013, 2014, 2017, 2018, 2019, 2020, 2021, 2024
- Griechischer Pokalsieger (21× – Rekord):

1979, 1982, 1983, 1986, 1993, 1996, 2003, 2005, 2006, 2007, 2008, 2009, 2012, 2013, 2014,
2015, 2016, 2017, 2019, 2021, 2025
- Griechischer Superpokalsieger (1×):

2021
- Europapokal der Landesmeister (2×):

1996, 2000
- EuroLeague-Sieger (5× – Rekord):

2002, 2007, 2009, 2011, 2024
- Intercontinental Cup (1×):

1996
- Griechisches Double (12× – Rekord):

1982, 2003, 2005, 2006, 2007, 2008, 2009, 2013, 2014, 2017, 2019, 2021
- Triple (2×):

2007, 2009

## Statistiken und Rekorde

### Die höchsten Siege in der A1 Ethniki
Quelle:
| Begegnung                         | Ergebnis | Differenz | Saison    |
| --------------------------------- | -------- | --------- | --------- |
| Panathinaikos – Panellinios       | 112:42   | +70       | 2010/11   |
| Makedonikos – Panathinaikos       | 44:106   | +62       | 2006/07   |
| Panathinaikos – Panionios Athen   | 109:55   | +54       | 2010/11   |
| GS Lavrio – Panathinaikos         | 57:111   | +54       | 2017/18   |
| Panathinaikos – Esperos Athen     | 97:45    | +52       | 1999/2000 |
| Panathinaikos – Ilisiakos Athen   | 101:49   | +52       | 2012/13   |
| Panathinaikos – Apollon Patras    | 112:60   | +52       | 2023/24   |
| Panathinaikos – Aris Thessaloniki | 126:74   | +52       | 2024/25   |
| Panionios Athen – Panathinaikos   | 59:107   | +48       | 2009/10   |

## Kader der Europapokalsieger

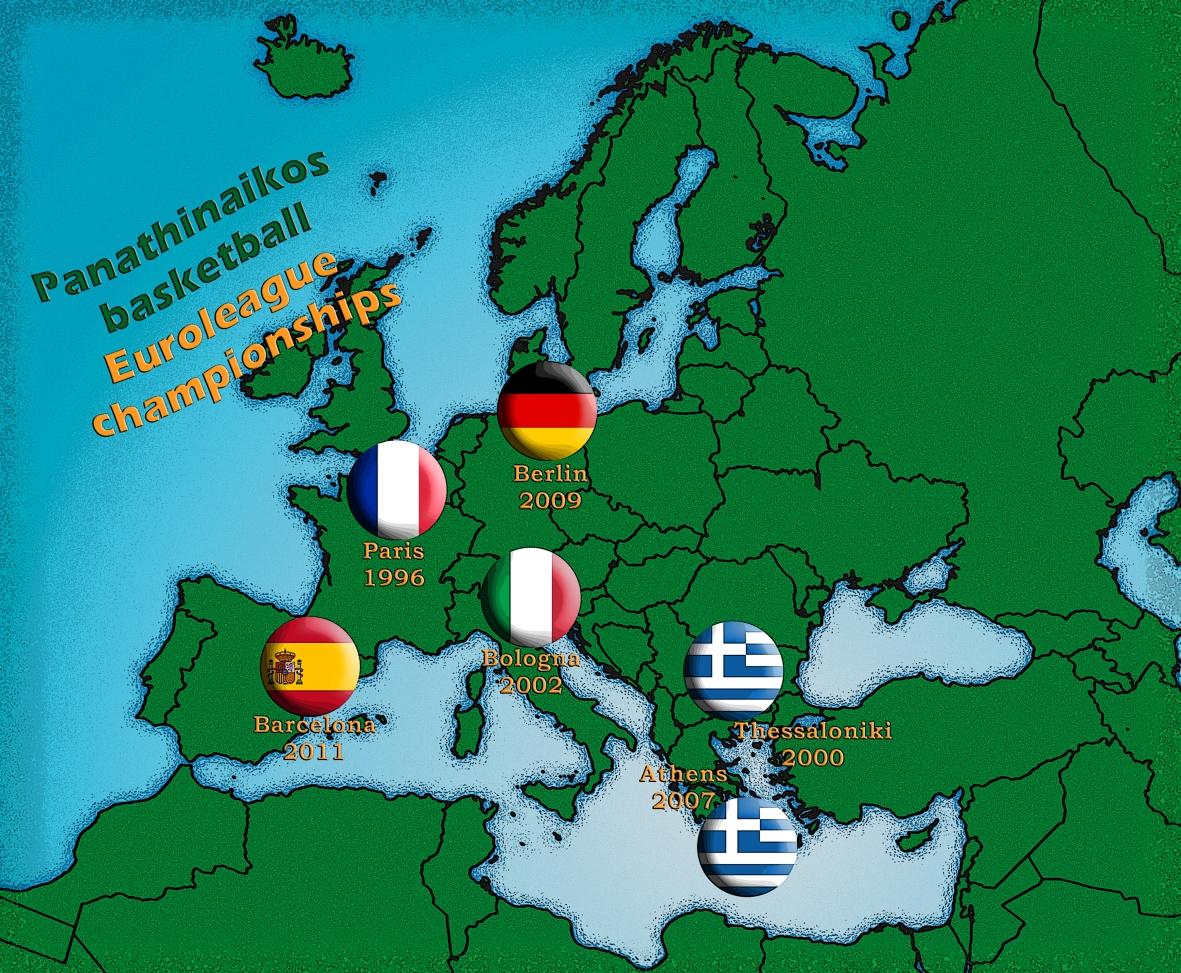
Die sechs siegreichen Final Four Teilnahmen

Im Folgenden wird ein Überblick über die Kader gegeben, welche einen Europapokalsieg erreichen konnten.
Der für Panathinaikos erfolgreichste Spieler ist Fragiskos Alvertis, der fünf Europapokalsiege vorweisen kann. Es folgen Michael Batiste (als erfolgreichster Legionär), Dimitrios Diamantidis, Antonios Fotsis sowie Konstantinos Tsartsaris mit je drei Europapokalsiegen.
Erfolgreichster Trainer ist der Serbe Željko Obradović mit fünf Europapokalsiegen.
| Jahr | Wettbewerb                    | Austragungsort | Kader | Trainer           |
| ---- | ----------------------------- | -------------- | --- | ----------------- |
| 1996 | Europapokal der Landesmeister | Paris          | Fragiskos Alvertis, Panagiotis Giannakis, Nikos Ikonomou, John Korfas, Konstantinos Patavoukas, Evangelos Vourtzoumis, Stojko Vranković, Dominique Wilkins, Tzanis Stavrakopoulos, Miroslav Pecarski, Christos Miriounis                                                                           | Božidar Maljković |
| 2000 | Europapokal der Landesmeister | Thessaloniki   | Fragiskos Alvertis, Giorgos Kalaitzis, Johnny Rogers, Antonios Fotsis, Ferdinando Gentile, Dejan Bodiroga, Nikolaos Boudouris, Željko Rebrača, Pat Burke, Oded Kattash, Georgios Karagoutis, Michael Koch, Konstantinos Maglos                                                                     | Željko Obradović  |
| 2002 | EuroLeague                    | Bologna        | Fragiskos Alvertis, Dejan Bodiroga, Giorgos Kalaitzis, Ioannis Sioutis, Johnny Rogers, İbrahim Kutluay, Damir Mulaomerović, Darryl Middleton, Lazaros Papadopoulos, Ioannis Giannoulis, Pepe Sánchez, Corey Albano                                                                                 | Željko Obradović  |
| 2007 | EuroLeague                    | Athen          | Fragiskos Alvertis, Dimitrios Diamantidis, Tony Delk, Dejan Tomašević, Sani Bečirovič, Michael Batiste, Ramūnas Šiškauskas, Nikolaos Chatzivrettas, Dimosthenis Dikoudis, Konstantinos Tsartsaris, Miloš Vujanić, Dusan Sakota, Vasilios Xanthopoulos, Dimitris Papanikolaou, Robertas Javtokas    | Željko Obradović  |
| 2009 | EuroLeague                    | Berlin         | Fragiskos Alvertis, Michael Batiste, Nikolaos Chatzivrettas, Dimitrios Diamantidis, Antonios Fotsis, Šarūnas Jasikevičius, Dušan Kecman, Drew Nicholas, Nikola Peković, Efstratios Perperoglou, Dusan Sakota, Giorgi Schermadini, Vasilios Spanoulis, Konstantinos Tsartsaris, Dimitrios Verginis  | Željko Obradović  |
| 2011 | EuroLeague                    | Barcelona      | Michael Batiste, Georgios Bogris, Nick Calathes, Dimitrios Diamantidis, Antonios Fotsis, Konstantinos Kaimakoglou, Ioannis Karamalegos, Aleks Marić, Drew Nicholas, Efstratios Perperoglou, Romain Sato, Milenko Tepić, Konstantinos Tsartsaris, Ian Vougioukas, Fotis Zoumpos                     | Željko Obradović  |
| 2024 | EuroLeague                    | Berlin         | Panagiotis Kalaitzakis, Luca Vildoza, Dimitrios Moraitis, Aleksander Balcerowski, Kostas Sloukas, Kendrick Nunn, Alexandros Samontourov, Ioannis Papapetrou, Jerian Grant, Mathias Lessort, Kostas Antetokounmpo, Marius Grigonis, Juan Hernangómez, Konstantinos Mitoglou, Eleftherios Mantzoukas | Ergin Ataman      |

## Sponsoren und Ausrüster

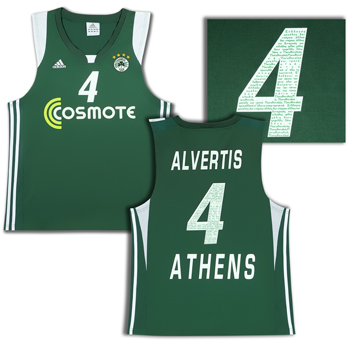
Trikot aus der Saison 2008/09

Erstmals trat Panathinaikos Athen 1977 mit einem Trikotsponsor auf. Das belgische Mineralölunternehmen Fina wurde zum ersten Unternehmen, welches Hauptsponsor des Vereins wurde. Aktueller Hauptsponsor ist der griechische Sportwettenanbieter OPAP.

Seit 2001 rüstet der deutsche Sportartikel-Hersteller adidas die Athener aus.
Überblick über alle Ausrüster und Trikotsponsoren von Panathinaikos Athen:
| Zeitraum  | Ausrüster | Trikotsponsor    | Branche                 |
| --------- | --------- | ---------------- | ----------------------- |
| 1977–?    | –         | Fina             | Mineralölunternehmen    |
| 1982–1986 | Converse  | Motor Oil Hellas | Mineralölunternehmen    |
| 1986–1988 | Nike      | Motor Oil Hellas | Mineralölunternehmen    |
| 1989–1990 | Nike      | –                | -                       |
| 1990–1991 | Nike      | PRO-PO           | Sportwettenanbieter     |
| 1991–1993 | Nike      | –                | -                       |
| 1993–1994 | Reebok    | Maxwell full     | -                       |
| 1994–1995 | adidas    | Maxwell full     | -                       |
| 1995–1997 | Nike      | Beck’s           | Brauerei                |
| 1997–1998 | Pony      | V6               |                         |
| 1998–1999 | Pony      | –                |                         |
| 1999–2000 | Nike      | –                |                         |
| 2000–2001 | Nike      | Bake Rolls       | Nahrungsmittelindustrie |
| 2001–2009 | adidas    | Nokia            | Telekommunikation       |
| 2009–2012 | adidas    | Cosmote          | Telekommunikation       |
| 2012–     | adidas    | Pame Stichima    | Sportwettenanbieter     |

## Damenabteilung

### Geschichte
Als erster Verein Griechenlands gründete Panathinaikos 1937 eine Basketballmannschaft für Damen. Für die nächsten Jahre und bis 1956 gehörte man zu den führenden Kräften im eigenen Land und konnte 1950 die Athener Stadtmeisterschaft gewinnen. In der Folgezeit begann jedoch für den Verein eine sportliche Talfahrt und so fand sich der Verein bald in den Niederungen der Amateurligen wieder. Erst 1977, als die Vereinsverantwortlichen beschlossen sich wieder verstärkt der Damenabteilung zu widmen, konnte diese Entwicklung gestoppt werden. In den Folgenden Jahren stieg Panathinaikos Kategorie für Kategorie auf, bis man wieder im Oberhaus spielte. Seit der Gründung der A’Ethniki im Jahr 1984 ist der Verein ständiges Mitglied der höchsten griechischen Spielklasse und konnte seitdem neben vier Meisterschaften auch ein Mal den Pokal gewinnen.
Auf europäischer Ebene nahm der Verein bisher zweimal an der Euroleague der Frauen teil. Den größten internationalen Erfolg erreichte man 1998, als Panathinaikos es bis ins Viertelfinale des Ronchetti Cup schaffte.

### Spielstätte
Die Damenabteilung trägt ihre Heimspiele in der Sporthalle unterhalb der Ostkurve des Apostolos-Nikolaidis-Stadions aus. Die etwa 1.500 Zuschauerplätze fassende Halle wurde 1959 errichtet und war die erste ihrer Art in Griechenland.

### Titel
Insgesamt gewann die Basketball-Damenabteilung von Panathinaikos acht Titel.
- Griechischer Meister (5×): 1998, 2000, 2005, 2013, 2021
- Griechischer Pokalsieger (3×): 2000, 2023, 2024

### Aktueller Kader
| Nr. | Name                     | Nationalität       | Position | Größe [cm] | Jahrgang |
| --- | ------------------------ | ------------------ | -------- | ---------- | -------- |
| 04  | Anna Niki Stamolamprou   | Griechenland       | Guard    | 170        | 1995     |
| 05  | Lilian Karakasidou       | Griechenland       | Guard    | 165        | 2001     |
| 06  | Fei Kotoula              | Griechenland       | Guard    | 175        | 1994     |
| 08  | Pinelopi Pavlopoulou     | Griechenland       | Guard    | 172        | 1996     |
| 09  | Sofia Kampaka            | Griechenland       | Center   | 185        | 2008     |
| 10  | Andrijana Cvitković      | Kroatien           | Forward  | 190        | 1994     |
| 11  | Margarita Batsiou        | Griechenland       | Forward  | 180        | 2006     |
| 12  | Katerina Sotiriou        | Griechenland       | Forward  | 185        | 1984     |
| 14  | Elisavet Boudouri        | Griechenland       | Center   | 187        | 2002     |
| 15  | Eirini Patsiatzi         | Griechenland       | Guard    | 170        | 2007     |
| 17  | Dionysia Alexandri       | Griechenland       | Guard    | 165        | 1989     |
| 23  | Jazmine Jones            | Vereinigte Staaten | Guard    | 183        | 1996     |
| 28  | Despina Theodoromanolaki | Griechenland       | Forward  | 180        | 1991     |
| 34  | Jillian Alleyne          | Vereinigte Staaten | Center   | 190        | 1994     |
| 44  | Antigoni Chairistanidou  | Griechenland       | Forward  | 185        | 1990     |
| 48  | Katerina Yfantopoulou    | Griechenland       | Forward  | 180        | 2008     |

Trainerin:  Eleni Kapogianni
Stand: 18. Februar 2024

### Bedeutende oder bekannte ehemalige Spielerinnen

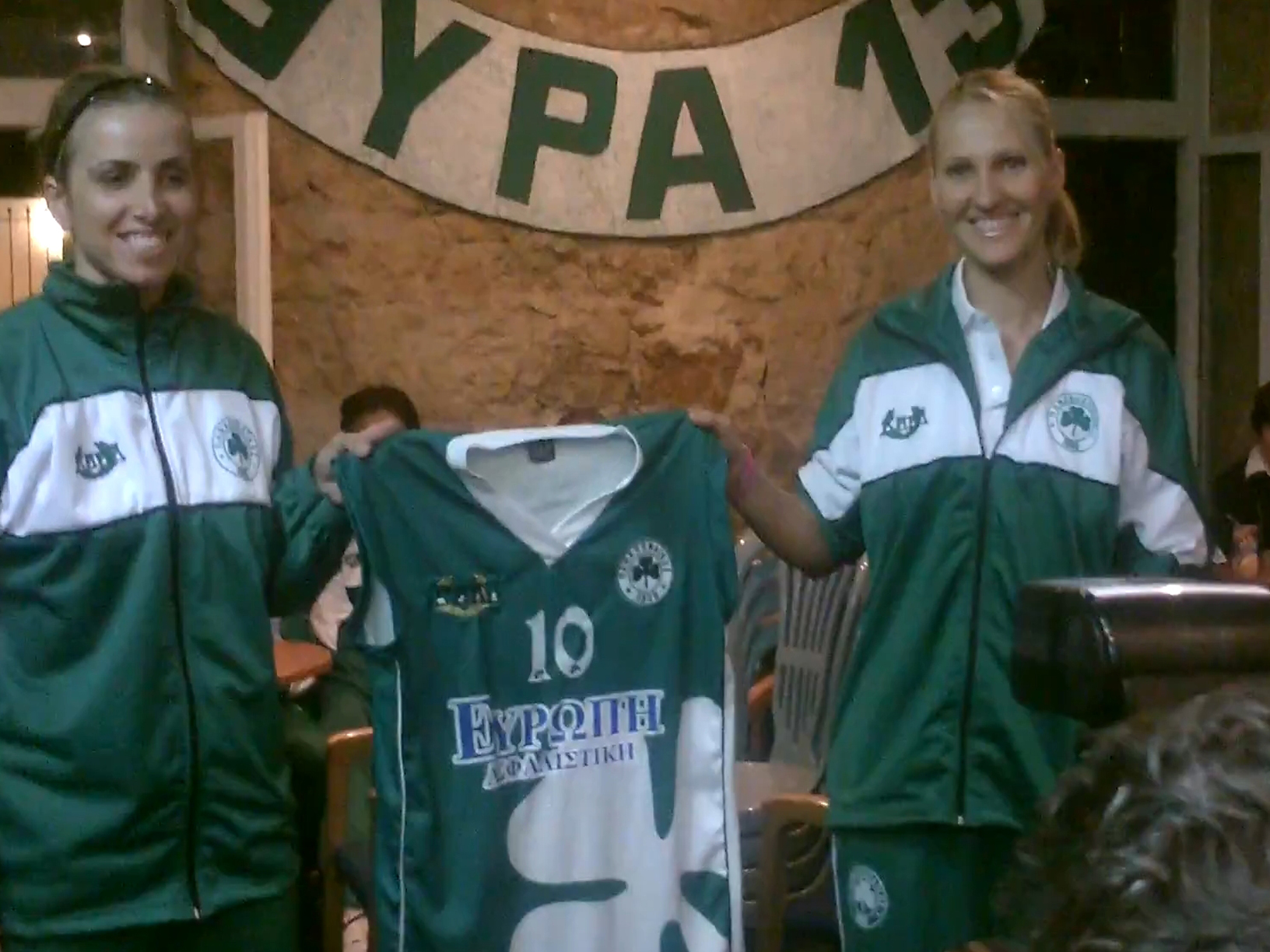
Spathari und Chavale

- Toula Kalentzou
- Viktoria Klantzou
- Anastasia Kostaki
- Iouliti Lymoura
- Evina Maltsi
- Parthena Nikolaidou
- Chastity Reed
- Trisha Skibbe
- Emma Stach
- Stojna Vangelovska